# Список серій мультсеріалу «Сімпсони» (1—20 сезони)
Мультсеріал «Сімпсони» складається із 36 повних сезонів. Трансляція 36 сезону закінчилася 18 травня 2025 року. Мультсеріал виходить на телеканалі «Fox» із 17 грудня 1989 року, і стриммінгу «Disney+» із 17 грудня 2024 року.

## Огляд серіалу
| Сезон | Сезон                        | Кількість серій              | Оригінальна дата показу | Оригінальна дата показу | Рейтинг Нільсена                           | Рейтинг Нільсена | Рейтинг Нільсена |
| Сезон | Сезон                        | Кількість серій              | Прем’єра сезону         | Фінал сезону            | Кількість домогосподарств / глядачів (млн) | Ранк             | Рейтинг          |
| ----- | ---------------------------- | ---------------------------- | ----------------------- | ----------------------- | ------------------------------------------ | ---------------- | ---------------- |
|       | 1                            | 13                           | 17 грудня 1989          | 13 травня 1990          | 13,4 млн домогосподарств                   | 30               | 14.5             |
|       | 2                            | 22                           | 11 жовтня 1990          | 11 липня 1991           | 12,2 млн домогосподарств                   | 38               | Н/Д              |
|       | 3                            | 24                           | 19 вересня 1991         | 27 серпня 1992          | 12 млн домогосподарств                     | 33               | Н/Д              |
|       | 4                            | 22                           | 24 вересня 1992         | 13 травня 1993          | 12,1 млн домогосподарств                   | 30               | 13.0             |
|       | 5                            | 22                           | 30 вересня 1993         | 19 травня 1994          | 10,5 млн домогосподарств                   | 53               | Н/Д              |
|       | 6                            | 25                           | 4 вересня 1994          | 21 травня 1995          | 9 млн домогосподарств                      | 67               | Н/Д              |
|       | 7                            | 25                           | 17 вересня 1995         | 19 травня 1996          | 8 млн домогосподарств                      | 75               | Н/Д              |
|       | 8                            | 25                           | 27 жовтня 1996          | 18 травня 1997          | 8,6 млн домогосподарств                    | 53               | Н/Д              |
|       | 9                            | 25                           | 21 вересня 1997         | 17 травня 1998          | 9,1 млн домогосподарств                    | 30               | 9.2              |
|       | 10                           | 23                           | 23 серпня 1998          | 16 травня 1999          | 7,9 млн домогосподарств                    | 46               | Н/Д              |
|       | 11                           | 22                           | 26 вересня 1999         | 21 травня 2000          | 8,2 млн домогосподарств                    | 44               | Н/Д              |
|       | 12                           | 21                           | 1 листопада 2000        | 20 травня 2001          | 14,7 млн глядачів                          | 21               | Н/Д              |
|       | 13                           | 22                           | 6 листопада 2001        | 22 травня 2002          | 12,4 млн глядачів                          | 30               | Н/Д              |
|       | 14                           | 22                           | 3 листопада 2002        | 18 травня 2003          | 13,4 млн глядачів                          | 25               | Н/Д              |
|       | 15                           | 22                           | 2 листопада 2003        | 23 травня 2004          | 10,6 млн глядачів                          | 42               | Н/Д              |
|       | 16                           | 21                           | 7 листопада 2004        | 15 травня 2005          | 9,6 млн глядачів                           | 52               | Н/Д              |
|       | 17                           | 22                           | 11 вересня 2005         | 21 травня 2006          | 9,1 млн глядачів                           | 62               | 3.2              |
|       | 18                           | 22                           | 10 вересня 2006         | 20 травня 2007          | 8,6 млн глядачів                           | 60               | 4.1              |
|       | 19                           | 20                           | 23 вересня 2007         | 18 травня 2008          | 8 млн глядачів                             | 87               | Н/Д              |
|       | 20                           | 21                           | 28 вересня 2008         | 17 травня 2009          | 6,9 млн глядачів                           | 77               | Н/Д              |
|       | 21                           | 23                           | 27 вересня 2009         | 23 травня 2010          | 7,2 млн глядачів                           | 61               | 3.4              |
|       | 22                           | 22                           | 26 вересня 2010         | 22 травня 2011          | 7,3 млн глядачів                           | 65               | 3.3              |
|       | 23                           | 22                           | 25 вересня 2011         | 20 травня 2012          | 7 млн глядачів                             | 69               | 3.3              |
|       | Найдовший день Меґґі         | Найдовший день Меґґі         | 14 липня 2012           | 14 липня 2012           | Н/Д                                        | Н/Д              | Н/Д              |
|       | 24                           | 22                           | 30 вересня 2012         | 19 травня 2013          | 6,3 млн глядачів                           | 70               | 2.9              |
|       | 25                           | 22                           | 29 вересня 2013         | 18 травня 2014          | 5,6 млн глядачів                           | 81               | Н/Д              |
|       | 26                           | 22                           | 28 вересня 2014         | 17 травня 2015          | 5,6 млн глядачів                           | 100              | 2.6              |
|       | 27                           | 22                           | 27 вересня 2015         | 22 травня 2016          | 4,7 млн глядачів                           | 102              | 2.1              |
|       | 28                           | 22                           | 25 вересня 2016         | 21 травня 2017          | 4,8 млн глядачів                           | 92               | 2.1              |
|       | 29                           | 21                           | 1 жовтня 2017           | 20 травня 2018          | 4,1 млн глядачів                           | 122              | 1.7              |
|       | 30                           | 23                           | 30 вересня 2018         | 12 травня 2019          | 3.7 млн глядачів                           | 126              | 1.4              |
|       | 31                           | 22                           | 29 вересня 2019         | 17 травня 2020          | 3 млн глядачів                             | 103              | 1.1              |
|       | Час грати з долею            | Час грати з долею            | 6 березня 2020          | 6 березня 2020          | Н/Д                                        | Н/Д              | Н/Д              |
|       | 32                           | 22                           | 27 вересня 2020         | 23 травня 2021          | 2,4 млн глядачів                           | 117              | 0.8              |
|       | 33                           | 22                           | 26 вересня 2021         | 22 травня 2022          | 2,3 млн глядачів                           | 98               | 0.7              |
|       | Короткометражки на «Disney+» | Короткометражки на «Disney+» | 4 травня 2021           | В очікуванні            | Н/Д                                        | Н/Д              | Н/Д              |
|       | 34                           | 22                           | 25 вересня 2022         | 21 травня 2023          | 2,1 млн глядачів                           | 98               | 0.65             |
|       | 35                           | 18                           | 1 жовтня 2023           | 19 травня 2024          | 2 млн. глядачів                            | 106              | 0.58             |
|       | 36                           | 22                           | 29 вересня 2024         | 18 травня 2025          | В очікуванні                               | В очікуванні     | В очікуванні     |
|       | 37                           | В очікуванні                 | В очікуванні            | В очікуванні            | В очікуванні                               | В очікуванні     | В очікуванні     |

## Список сезонів

### Сезон 1 (1989—1990)
| № серії (загалом) | № серії (в сезоні) | Назва серії                                                                | Режисер(и)                         | Сценарист(и)                                             | Оригінальна дата показу | Код серії | Глядачів в США (млн) |
| ----------------- | ------------------ | -------------------------------------------------------------------------- | ---------------------------------- | -------------------------------------------------------- | ----------------------- | --------- | -------------------- |
| 1                 | 1                  | «Simpsons Roasting on an Open Fire» «Сімпсони смажать на відкритому вогні» | Девід Сільверман                   | Мімі Понд                                                | 17 грудня 1989          | 7G08      | 26.7                 |
| 2                 | 2                  | «Bart the Genius» «Барт — геній»                                           | Девід Сільверман                   | Джон Вітті                                               | 14 січня 1990           | 7G02      | 24.5                 |
| 3                 | 3                  | «Homer’s Odyssey» «Одіссея Гомера»                                         | Веслі Арчер                        | Джей Коген і Воллес Володарський                         | 21 січня 1990           | 7G03      | 27.5                 |
| 4                 | 4                  | «There’s No Disgrace Like Home» «Немає місця ганебнішого, ніж дім»         | Ґреґ Ванзо та Кент Баттерворт      | Ел Джін і Майк Рейсс                                     | 28 січня 1990           | 7G04      | 20.2                 |
| 5                 | 5                  | «Bart the General» «Барт — генерал»                                        | Девід Сільверман                   | Джон Шварцвельдер                                        | 4 лютого 1990           | 7G05      | 27.1                 |
| 6                 | 6                  | «Moaning Lisa» «Стогне Ліса»                                               | Веслі Арчер                        | Ел Джін і Майк Рейсс                                     | 11 лютого 1990          | 7G06      | 27.4                 |
| 7                 | 7                  | «The Call of the Simpsons» «Поклик Сімпсонів»                              | Веслі Арчер                        | Джон Шварцвельдер                                        | 18 лютого 1990          | 7G09      | 27.6                 |
| 8                 | 8                  | «The Telltale Head» «Історія однієї голови»                                | Річ Мур                            | Сем Саймон, Ел Джін, Майк Рейсс і Метт Ґрюйнінґ          | 25 лютого 1990          | 7G07      | 28.0                 |
| 9                 | 9                  | «Life on the Fast Lane» «Життя на швидкій доріжці»                         | Девід Сільверман                   | Джон Шварцвельдер                                        | 18 березня 1990         | 7G11      | 33.5                 |
| 10                | 10                 | «Homer’s Night Out» «Як Гомер гуляв»                                       | Річ Мур                            | Джон Вітті                                               | 25 березня 1990         | 7G10      | 30.3                 |
| 11                | 11                 | «The Crepes of Wrath» «Млинці гніву»                                       | Веслі Арчер і Мілтон Грей          | Джордж Мейер, Сем Саймон, Джон Вітті і Джон Шварцвельдер | 15 квітня 1990          | 7G13      | 31.2                 |
| 12                | 12                 | «Krusty Gets Busted» «Красті спіймали на гарячому»                         | Бред Берд                          | Джей Коген і Воллес Володарський                         | 29 квітня 1990          | 7G12      | 30.4                 |
| 13                | 13                 | «Some Enchanted Evening» «Один чарівний вечір»                             | Девід Сільверман і Кент Баттерворт | Сем Саймон і Метт Ґрюйнінґ                               | 13 травня 1990          | 7G01      | 27.1                 |

### Сезон 2 (1990—1991)
| № серії (загалом) | № серії (в сезоні) | Назва серії | Режисер(и)                                                               | Сценарист(и) | Оригінальна дата показу | Код серії | Глядачів в США (млн) |
| ----------------- | ------------------ | --- | ------------------------------------------------------------------------ | --- | ----------------------- | --------- | -------------------- |
| 14                | 1                  | «Bart Gets an «F»» «Барт отримує двійку»                                                                          | Девід Сільверман                                                         | Девід Стерн | 11 жовтня 1990          | 7F03      | 33.6                 |
| 15                | 2                  | «Simpson and Delilah» «Сімпсон і Делайла»                                                                         | Річ Мур                                                                  | Джон Вітті | 18 жовтня 1990          | 7F02      | 29.9                 |
| 16                | 3                  | «Treehouse of Horror» «Сімпсони святкують Гелоуїн»                                                                | Веслі Арчер (1 частина) Річ Мур (2 частина) Девід Сільверман (3 частина) | Джон Шварцвельдер (1 частина) Джей Коген і Воллес Володарський (2 частина) Едгар Аллан По і Сем Саймон (3 частина) | 25 жовтня 1990          | 7F04      | 27.4                 |
| 17                | 4                  | «Two Cars in Every Garage and Three Eyes on Every Fish» «По два авто в кожному гаражі і по три ока у кожної риби» | Веслі Арчер                                                              | Сем Саймон і Джон Шварцвельдер                                                                                     | 1 листопада 1990        | 7F01      | 26.1                 |
| 18                | 5                  | «Dancin' Homer» «Танцюрист Гомер»                                                                                 | Марк Кіркланд                                                            | Кен Левін і Девід Айзекс                                                                                           | 8 листопада 1990        | 7F05      | 26.1                 |
| 19                | 6                  | «Dead Putting Society» «Спілка мертвих гольфістів»                                                                | Річ Мур                                                                  | Джефф Мартін | 15 листопада 1990       | 7F08      | 25.4                 |
| 20                | 7                  | «Bart vs. Thanksgiving» «Барт проти Дня подяки»                                                                   | Девід Сільверман                                                         | Джордж Мейер | 22 листопада 1990       | 7F07      | 25.9                 |
| 21                | 8                  | «Bart the Daredevil» «Барт — шибайголова»                                                                         | Веслі Арчер                                                              | Джей Коген і Уоллес Володарський                                                                                   | 6 грудня 1990           | 7F06      | 26.2                 |
| 22                | 9                  | «Itchy & Scratchy & Marge» «Чух і Сверблячка і Мардж»                                                             | Джим Рірдон                                                              | Джон Шварцвельдер                                                                                                  | 20 грудня 1990          | 7F09      | 22.2                 |
| 23                | 10                 | «Bart Gets Hit by a Car» «Барта збиває авто»                                                                      | Марк Кіркланд                                                            | Джон Шварцвельдер                                                                                                  | 10 січня 1991           | 7F10      | 24.8                 |
| 24                | 11                 | «One Fish, Two Fish, Blowfish, Blue Fish» «Одна риба, дві риби, риба-їжак, блакитна риба»                         | Веслі Арчер                                                              | Нелл Сковелл | 24 січня 1991           | 7F11      | 24.2                 |
| 25                | 12                 | «The Way We Was» «Якими ми були»                                                                                  | Девід Сільверман                                                         | Сем Саймон, Ел Джін і Майк Рейсс                                                                                   | 31 січня 1991           | 7F12      | 26.8                 |
| 26                | 13                 | «Homer vs. Lisa and the 8th Commandment» «Гомер проти Ліси і восьмої заповіді»                                    | Річ Мур                                                                  | Стів Пепун | 7 лютого 1991           | 7F13      | 26.2                 |
| 27                | 14                 | «Principal Charming» «Прекрасний директор»                                                                        | Марк Кіркланд                                                            | Девід Стерн | 14 лютого 1991          | 7F15      | 23.9                 |
| 28                | 15                 | «Oh Brother, Where Art Thou?» «О, брате, де ж ти?»                                                                | Веслі Арчер                                                              | Джеф Мартін | 21 лютого 1991          | 7F16      | 26.8                 |
| 29                | 16                 | «Bart's Dog Gets an «F»» «Пес Барта отримує двійку»                                                               | Джим Рірдон                                                              | Джон Вітті | 7 березня 1991          | 7F14      | 23.9                 |
| 30                | 17                 | «Old Money» «Старі гроші»                                                                                         | Девід Сільверман                                                         | Джей Коген і Воллес Володарський                                                                                   | 28 березня 1991         | 7F17      | 21.2                 |
| 31                | 18                 | «Brush with Greatness» «Пензлик з величчю»                                                                        | Джим Рірдон                                                              | Браян Робертс | 11 квітня 1991          | 7F18      | 20.6                 |
| 32                | 19                 | «Lisa's Substitute» «Заміна вчителя Ліси»                                                                         | Річ Мур                                                                  | Джон Вітті | 25 квітня 1991          | 7F19      | 17.7                 |
| 33                | 20                 | «The War of the Simpsons» «Війна подружжя Сімпсон»                                                                | Марк Кіркланд                                                            | Джон Шварцвельдер                                                                                                  | 2 травня 1991           | 7F20      | 19.7                 |
| 34                | 21                 | «Three Men and a Comic Book» «Троє чоловіків і комікс»                                                            | Веслі Арчер                                                              | Джефф Мартін | 9 травня 1991           | 7F21      | 21.0                 |
| 35                | 22                 | «Blood Feud» «Кровна помста»                                                                                      | Девід Сільверман                                                         | Джордж Мейер | 11 липня 1991           | 7F22      | 17.3                 |

### Сезон 3 (1991—1992)
| № серії (загалом) | № серії (в сезоні) | Назва серії                                                              | Режисер(и)              | Сценарист(и)                                                                    | Оригінальна дата показу | Код серії | Глядачів в США (млн) |
| ----------------- | ------------------ | ------------------------------------------------------------------------ | ----------------------- | ------------------------------------------------------------------------------- | ----------------------- | --------- | -------------------- |
| 36                | 1                  | «Stark Raving Dad» «Абсолютно божевільний тато»                          | Річ Мур                 | Ел Джін і Майк Рейсс                                                            | 19 вересня 1991         | 7F24      | 22.9                 |
| 37                | 2                  | «Mr. Lisa Goes to Washington» «Ліса вирушає до Вашингтона»               | Веслі Арчер             | Джордж Мейер                                                                    | 26 вересня 1991         | 8F01      | 20.2                 |
| 38                | 3                  | «When Flanders Failed» «Коли Фландерс упав»                              | Джим Рірдон             | Джон Вітті                                                                      | 3 жовтня 1991           | 7F23      | 22.8                 |
| 39                | 4                  | «Bart the Murderer» «Барт — убивця»                                      | Річ Мур                 | Джон Шварцвельдер                                                               | 10 жовтня 1991          | 8F03      | 20.8                 |
| 40                | 5                  | «Homer Defined» «Гомер вгадав»                                           | Марк Кіркланд           | Говард Гевіртц                                                                  | 17 жовтня 1991          | 8F04      | 20.6                 |
| 41                | 6                  | «Like Father, Like Clown» «Який батько, такий і клоун»                   | Джефрі Лінч і Бред Берд | Джей Коген і Воллес Володарський                                                | 24 жовтня 1991          | 8F05      | 20.2                 |
| 42                | 7                  | «Treehouse of Horror II» «Сімпсони і Гелоуїн II»                         | Джим Рірдон             | Ел Джін, Майк Рейсс, Джефф Мартін, Джон Шварцвельдер, Сем Саймон і Джордж Мейер | 31 жовтня 1991          | 8F02      | 20.0                 |
| 43                | 8                  | «Lisa’s Pony» «Поні Ліси»                                                | Карлос Баеза            | Ел Джін і Майк Рейсс                                                            | 7 листопада 1991        | 8F06      | 23.0                 |
| 44                | 9                  | «Saturdays of Thunder» «Суботи грому»                                    | Джим Рірдон             | Кен Левін і Девід Айзекс                                                        | 14 листопада 1991       | 8F07      | 24.7                 |
| 45                | 10                 | «Flaming Moe’s» «Гарячий Мо»                                             | Річ Мур і Аллен Смарт   | Роберт Коен                                                                     | 21 листопада 1991       | 8F08      | 23.9                 |
| 46                | 11                 | «Burns Verkaufen der Kraftwerk» «Бернс продає електростанцію»            | Марк Кіркланд           | Джон Вітті                                                                      | 5 грудня 1991           | 8F09      | 21.1                 |
| 47                | 12                 | «I Married Marge» «Я одружився з Мардж»                                  | Джефрі Лінч             | Джефф Мартін                                                                    | 26 грудня 1991          | 8F10      | 21.9                 |
| 48                | 13                 | «Radio Bart» «Радіо Барта»                                               | Карлос Баеза            | Джон Вітті                                                                      | 9 січня 1992            | 8F11      | 24.2                 |
| 49                | 14                 | «Lisa the Greek» «Прогнози Ліси»                                         | Річ Мур                 | Джей Коген і Воллес Володарський                                                | 23 січня 1992           | 8F12      | 23.2                 |
| 50                | 15                 | «Homer Alone» «Гомер сам удома»                                          | Марк Кіркланд           | Девід Стерн                                                                     | 6 лютого 1992           | 8F14      | 23.7                 |
| 51                | 16                 | «Bart the Lover» «Барт — коханець»                                       | Карлос Баеза            | Джон Вітті                                                                      | 13 лютого 1992          | 8F16      | 20.5                 |
| 52                | 17                 | «Homer at the Bat» «Гомер з битою»                                       | Джим Рірдон             | Джон Шварцвельдер                                                               | 20 лютого 1992          | 8F13      | 24.6                 |
| 53                | 18                 | «Separate Vocations» «Різні покликання»                                  | Джефрі Лінч             | Джордж Мейер                                                                    | 27 лютого 1992          | 8F15      | 23.7                 |
| 54                | 19                 | «Dog of Death» «Пес смерті»                                              | Джим Рірдон             | Джон Шварцвельдер                                                               | 12 березня 1992         | 8F17      | 23.4                 |
| 55                | 20                 | «Colonel Homer» «Полковник Гомер»                                        | Марк Кіркланд           | Метт Ґрюйнінґ                                                                   | 26 березня 1992         | 8F19      | 25.5                 |
| 56                | 21                 | «Black Widower» «Чорний вдівець»                                         | Девід Сільверман        | Сюжет: Сем Саймон і Томас Частейн Сценарій: Джон Вітті                          | 9 квітня 1992           | 8F20      | 17.3                 |
| 57                | 22                 | «The Otto Show» «Шоу Отто»                                               | Веслі Арчер             | Джефф Мартін                                                                    | 23 квітня 1992          | 8F21      | 17.5                 |
| 58                | 23                 | «Bart’s Friend Falls in Love» «Друг Барта закохався»                     | Джим Рірдон             | Джей Коген і Воллес Володарський                                                | 7 травня 1992           | 8F22      | 19.5                 |
| 59                | 24                 | «Brother, Can You Spare Two Dimes?» «Брате, не знайдеться пара монеток?» | Річ Мур                 | Джон Шварцвельдер                                                               | 27 серпня 1992          | 8F23      | 17.2                 |

### Сезон 4 (1992—1993)
| № серії (загалом) | № серії (в сезоні) | Назва серії                                                                     | Режисер(и)       | Сценарист(и)                                                                  | Оригінальна дата показу | Код серії | Глядачів в США (млн) |
| ----------------- | ------------------ | ------------------------------------------------------------------------------- | ---------------- | ----------------------------------------------------------------------------- | ----------------------- | --------- | -------------------- |
| 60                | 1                  | «Kamp Krusty» «Табір Красті»                                                    | Марк Кіркланд    | Девід Стерн                                                                   | 24 вересня 1992         | 8F24      | 21.8                 |
| 61                | 2                  | «A Streetcar Named Marge» «Трамвай «Мардж»»                                     | Річ Мур          | Джефф Мартін                                                                  | 1 жовтня 1992           | 8F18      | 18.3                 |
| 62                | 3                  | «Homer the Heretic» «Гомер — єретик»                                            | Джим Рірдон      | Джордж Мейер                                                                  | 8 жовтня 1992           | 9F01      | 19.3                 |
| 63                | 4                  | «Lisa the Beauty Queen» «Ліса — королева краси»                                 | Марк Кіркланд    | Джефф Мартін                                                                  | 15 жовтня 1992          | 9F02      | 19.0                 |
| 64                | 5                  | «Treehouse of Horror III» «Сімпсони і Гелоуїн III»                              | Карлос Баеза     | Ел Джін, Майк Рейсс, Джей Коген, Воллес Володарський, Сем Саймон і Джон Вітті | 29 жовтня 1992          | 9F04      | 25.1                 |
| 65                | 6                  | «Itchy & Scratchy: The Movie» «Чух і Сверблячка: Фільм»                         | Річ Мур          | Джон Шварцвельдер                                                             | 3 листопада 1992        | 9F03      | 20.1                 |
| 66                | 7                  | «Marge Gets a Job» «Мардж отримує роботу»                                       | Джефрі Лінч      | Білл Оуклі та Джош Вайнштейн                                                  | 5 листопада 1992        | 9F05      | 22.9                 |
| 67                | 8                  | «New Kid on the Block» «Нове дівчисько з нашого кварталу»                       | Веслі Арчер      | Конан О'Браєн                                                                 | 12 листопада 1992       | 9F06      | 23.1                 |
| 68                | 9                  | «Mr. Plow» «Містер Чисто»                                                       | Джим Рірдон      | Джон Вітті                                                                    | 19 листопада 1992       | 9F07      | 24.0                 |
| 69                | 10                 | «Lisa’s First Word» «Перше слово Ліси»                                          | Марк Кіркланд    | Джефф Мартін                                                                  | 3 грудня 1992           | 9F08      | 28.6                 |
| 70                | 11                 | «Homer’s Triple Bypass» «Коронарне шунтування Гомера»                           | Девід Сільверман | Ґері Епл і Майкл Каррінгтон                                                   | 17 грудня 1992          | 9F09      | 23.6                 |
| 71                | 12                 | «Marge vs. the Monorail» «Мардж проти монорейки»                                | Річ Мур          | Конан О’Браєн                                                                 | 14 січня 1993           | 9F10      | 23.0                 |
| 72                | 13                 | «Selma’s Choice» «Вибір Сельми»                                                 | Карлос Баеза     | Девід Стерн                                                                   | 21 січня 1993           | 9F11      | 24.5                 |
| 73                | 14                 | «Brother from the Same Planet» «Брат з тої ж планети»                           | Джефрі Лінч      | Джон Вітті                                                                    | 4 лютого 1993           | 9F12      | 23.8                 |
| 74                | 15                 | «I Love Lisa» «Я люблю Лісу»                                                    | Веслі Арчер      | Френк Мула                                                                    | 11 лютого 1993          | 9F13      | 25.2                 |
| 75                | 16                 | «Duffless» «Без «Кнура»»                                                        | Джим Рірдон      | Девід Стерн                                                                   | 18 лютого 1993          | 9F14      | 25.7                 |
| 76                | 17                 | «Last Exit to Springfield» «Останній поворот на Спрінґфілд»                     | Марк Кіркланд    | Джей Коген і Воллес Володарський                                              | 11 березня 1993         | 9F15      | 22.4                 |
| 77                | 18                 | «So It’s Come to This: A Simpsons Clip Show» «Як це було: кліп-шоу «Сімпсонів»» | Карлос Баеза     | Джон Вітті                                                                    | 1 квітня 1993           | 9F17      | 25.5                 |
| 78                | 19                 | «The Front» «Підставна особа»                                                   | Річ Мур          | Адам Лапідус                                                                  | 15 квітня 1993          | 9F16      | 20.1                 |
| 79                | 20                 | «Whacking Day» «Хряц-день»                                                      | Джефрі Лінч      | Джон Шварцвельдер                                                             | 29 квітня 1993          | 9F18      | 20.0                 |
| 80                | 21                 | «Marge in Chains» «Мардж в ланцюгах»                                            | Джим Рірдон      | Білл Оуклі та Джош Вайнштейн                                                  | 6 травня 1993           | 9F20      | 17.3                 |
| 81                | 22                 | «Krusty Gets Kancelled» «Скорочення Красті»                                     | Девід Сільверман | Джон Шварцвельдер                                                             | 13 травня 1993          | 9F19      | 19.4                 |

### Сезон 5 (1993—1994)
| № серії (загалом) | № серії (в сезоні) | Назва серії | Режисер(и)       | Сценарист(и)                                                                           | Оригінальна дата показу | Код серії | Глядачів в США (млн) |
| ----------------- | ------------------ | --- | ---------------- | -------------------------------------------------------------------------------------- | ----------------------- | --------- | -------------------- |
| 82                | 1                  | «Homer’s Barbershop Quartet» «Квартет Гомера» | Марк Кіркланд    | Джефф Мартін                                                                           | 30 вересня 1993         | 9F21      | 19.9                 |
| 83                | 2                  | «Cape Feare» «Мис страху» | Річ Мур          | Джон Вітті                                                                             | 7 жовтня 1993           | 9F22      | 20.0                 |
| 84                | 3                  | «Homer Goes to College» «Гомер поступає до університету» | Джим Рірдон      | Конан О'Браєн                                                                          | 14 жовтня 1993          | 1F02      | 18.1                 |
| 85                | 4                  | «Rosebud» «Бутон троянди» | Веслі Арчер      | Джон Шварцвельдер                                                                      | 21 жовтня 1993          | 1F01      | 19.5                 |
| 86                | 5                  | «Treehouse of Horror IV» «Сімпсони і Гелоуїн IV» | Девід Сільверман | Конан О’Браєн, Грег Деніелс, Ден МакҐрат, Білл Оуклі, Джош Вайнштейн і Білл Кентербері | 28 жовтня 1993          | 1F04      | 24.0                 |
| 87                | 6                  | «Marge on the Lam» «Мардж втікає» | Марк Кіркланд    | Білл Кентербері                                                                        | 4 листопада 1993        | 1F03      | 21.7                 |
| 88                | 7                  | «Bart’s Inner Child» «Внутрішній голос Барта» | Боб Андерсон     | Джордж Мейер                                                                           | 11 листопада 1993       | 1F05      | 18.7                 |
| 89                | 8                  | «Boy-Scoutz ’n the Hood» «Бойскаути по сусідству» | Джефрі Лінч      | Ден МакҐрат                                                                            | 18 листопада 1993       | 1F06      | 20.1                 |
| 90                | 9                  | «The Last Temptation of Homer» «Остання спокуса Гомера» | Карлос Баеза     | Френк Мула                                                                             | 9 грудня 1993           | 1F07      | 20.6                 |
| 91                | 10                 | «$pringfield (Or, How I Learned to Stop Worrying and Love Legalized Gambling)» «$прінґфілд (або, як я перестав хвилюватись і полюбив узаконені азартні ігри)» | Веслі Арчер      | Білл Оуклі та Джош Вайнштейн                                                           | 16 грудня 1993          | 1F08      | 17.9                 |
| 92                | 11                 | «Homer the Vigilante» «Гомер — дружинник» | Джим Рірдон      | Джон Шварцвельдер                                                                      | 6 січня 1994            | 1F09      | 20.1                 |
| 93                | 12                 | «Bart Gets Famous» «Барт став відомим» | Сьюзі Діттер     | Джон Шварцвельдер                                                                      | 3 лютого 1994           | 1F11      | 20.0                 |
| 94                | 13                 | «Homer and Apu» «Гомер і Апу» | Марк Кіркланд    | Грег Деніелс                                                                           | 10 лютого 1994          | 1F10      | 21.8                 |
| 95                | 14                 | «Lisa vs. Malibu Stacy» «Ліса проти Стейсі Малібу» | Джефрі Лінч      | Білл Оуклі та Джош Вайнштейн                                                           | 17 лютого 1994          | 1F12      | 20.5                 |
| 96                | 15                 | «Deep Space Homer» «Гомер у глибокому космосі» | Карлос Баеза     | Девід Міркін                                                                           | 24 лютого 1994          | 1F13      | 18.2                 |
| 97                | 16                 | «Homer Loves Flanders» «Гомер любить Фландерса» | Веслі Арчер      | Девід Річардсон                                                                        | 17 березня 1994         | 1F14      | 18.0                 |
| 98                | 17                 | «Bart Gets an Elephant» «Барт отримує слона» | Джим Рірдон      | Джон Шварцвельдер                                                                      | 31 березня 1994         | 1F15      | 17.0                 |
| 99                | 18                 | «Burns’ Heir» «Спадкоємець Бернса» | Марк Кіркланд    | Джейс Річдейл                                                                          | 14 квітня 1994          | 1F16      | 14.7                 |
| 100               | 19                 | «Sweet Seymour Skinner’s Baadasssss Song» «Пісня пустуна солодкого Сеймура Скіннера»                                                                          | Боб Андерсон     | Білл Оуклі та Джош Вайнштейн                                                           | 28 квітня 1994          | 1F18      | 19.7                 |
| 101               | 20                 | «The Boy Who Knew Too Much» «Хлопчик, що знав надто багато»                                                                                                   | Джефрі Лінч      | Джон Шварцвельдер                                                                      | 5 травня 1994           | 1F19      | 15.5                 |
| 102               | 21                 | «Lady Bouvier’s Lover» «Коханець леді Був’є» | Веслі Арчер      | Білл Оуклі та Джош Вайнштейн                                                           | 12 травня 1994          | 1F21      | 15.1                 |
| 103               | 22                 | «Secrets of a Successful Marriage» «Таємниці щасливого шлюбу»                                                                                                 | Карлос Баеза     | Грег Деніелс                                                                           | 19 травня 1994          | 1F20      | 15.6                 |

### Сезон 6 (1994—1995)
| № серії (загалом) | № серії (в сезоні) | Назва серії                                                                | Режисер(и)        | Сценарист(и)                                                                | Оригінальна дата показу | Код серії | Глядачів в США (млн) |
| ----------------- | ------------------ | -------------------------------------------------------------------------- | ----------------- | --------------------------------------------------------------------------- | ----------------------- | --------- | -------------------- |
| 104               | 1                  | «Bart of Darkness» «Барт темряви»                                          | Джим Рірдон       | Ден МакҐрат                                                                 | 4 вересня 1994          | 1F22      | 15.1                 |
| 105               | 2                  | «Lisa’s Rival» «Конкурентка Ліси»                                          | Марк Кіркланд     | Майк Скаллі                                                                 | 11 вересня 1994         | 1F17      | 16.7                 |
| 106               | 3                  | «Another Simpsons Clip Show» «Інше кліп-шоу «Сімпсонів»»                   | Девід Сільверман  | Джон Вітті                                                                  | 25 вересня 1994         | 2F33      | 13.5                 |
| 107               | 4                  | «Itchy & Scratchy Land» «Парк Чуха і Сверблячки»                           | Веслі Арчер       | Джон Шварцвельдер                                                           | 2 жовтня 1994           | 2F01      | 14.8                 |
| 108               | 5                  | «Sideshow Bob Roberts» «Другий Номер Боб Робертс»                          | Марк Кіркланд     | Білл Оуклі та Джош Вайнштейн                                                | 9 жовтня 1994           | 2F02      | 14.4                 |
| 109               | 6                  | «Treehouse of Horror V» «Сімпсони і Гелоуїн V»                             | Джим Рірдон       | Грег Деніелс, Боб Кушель, Ден МакҐрат і Девід Коен                          | 30 жовтня 1994          | 2F03      | 22.2                 |
| 110               | 7                  | «Bart’s Girlfriend» «Подруга Барта»                                        | Сьюзі Діттер      | Джонатан Кольєр                                                             | 6 листопада 1994        | 2F04      | 15.3                 |
| 111               | 8                  | «Lisa on Ice» «Ліса на льоду»                                              | Боб Андерсон      | Майк Скаллі                                                                 | 13 листопада 1994       | 2F05      | 17.9                 |
| 112               | 9                  | «Homer Badman» «Гомер — погана людина»                                     | Джефрі Лінч       | Грег Деніелс                                                                | 27 листопада 1994       | 2F06      | 17.0                 |
| 113               | 10                 | «Grampa vs. Sexual Inadequacy» «Дідусь проти сексуальної неадекватності»   | Веслі Арчер       | Білл Оуклі та Джош Вайнштейн                                                | 4 грудня 1994           | 2F07      | 14.1                 |
| 114               | 11                 | «Fear of Flying» «Страх перед польотами»                                   | Марк Кіркланд     | Девід Сакс                                                                  | 18 грудня 1994          | 2F08      | 15.6                 |
| 115               | 12                 | «Homer the Great» «Гомер Великий»                                          | Джим Рірдон       | Джон Шварцвельдер                                                           | 8 січня 1995            | 2F09      | 20.1                 |
| 116               | 13                 | «And Maggie Makes Three» «І Меґґі стала третьою»                           | Свінтон Скотт III | Дженніфер Криттенден                                                        | 22 січня 1995           | 2F10      | 17.3                 |
| 117               | 14                 | «Bart’s Comet» «Комета Барта»                                              | Боб Андерсон      | Джон Шварцвельдер                                                           | 5 лютого 1995           | 2F11      | 18.7                 |
| 118               | 15                 | «Homie the Clown» «Клоун Гомі»                                             | Девід Сільверман  | Джон Шварцвельдер                                                           | 12 лютого 1995          | 2F12      | 17.6                 |
| 119               | 16                 | «Bart vs. Australia» «Барт проти Австралії»                                | Веслі Арчер       | Білл Оуклі та Джош Вайнштейн                                                | 19 лютого 1995          | 2F13      | 15.1                 |
| 120               | 17                 | «Homer vs. Patty and Selma» «Гомер проти Патті і Сельми»                   | Марк Кіркланд     | Брент Форрестер                                                             | 26 лютого 1995          | 2F14      | 18.9                 |
| 121               | 18                 | «A Star Is Burns» «Зірка згоріла»                                          | Сьюзі Діттер      | Кен Кілер                                                                   | 5 березня 1995          | 2F31      | 14.4                 |
| 122               | 19                 | «Lisa’s Wedding» «Весілля Ліси»                                            | Джим Рірдон       | Грег Деніелс                                                                | 19 березня 1995         | 2F15      | 14.4                 |
| 123               | 20                 | «Two Dozen and One Greyhounds» «Двадцять п’ять хортів»                     | Боб Андерсон      | Майк Скаллі                                                                 | 9 квітня 1995           | 2F18      | 11.6                 |
| 124               | 21                 | «The PTA Disbands» «Поширення батьків-вчителів»                            | Свінтон Скотт III | Дженніфер Криттенден                                                        | 16 квітня 1995          | 2F19      | 11.8                 |
| 125               | 22                 | «’Round Springfield» «Спрінґфілдський джаз»                                | Стівен Дін Мур    | Сюжет: Ел Джін і Майк Рейсс Сценарій: Джошуа Стернін і Дженніфер Вентімілія | 30 квітня 1995          | 2F32      | 12.6                 |
| 126               | 23                 | «The Springfield Connection» «Спрінґфілдська зв’язкова»                    | Марк Кіркланд     | Джонатан Кольєр                                                             | 7 травня 1995           | 2F21      | 12.7                 |
| 127               | 24                 | «Lemon of Troy» «Лимон Троянський»                                         | Джим Рірдон       | Брент Форрестер                                                             | 14 травня 1995          | 2F22      | 13.1                 |
| 128               | 25                 | «Who Shot Mr. Burns? (Part I)» «Хто стріляв у містера Бернса? (Частина I)» | Джефрі Лінч       | Білл Оуклі та Джош Вайнштейн                                                | 21 травня 1995          | 2F16      | 15.0                 |

### Сезон 7 (1995—1996)
| № серії (загалом) | № серії (в сезоні) | Назва серії | Режисер(и)        | Сценарист(и) | Оригінальна дата показу | Код серії | Глядачів в США (млн) |
| ----------------- | ------------------ | --- | ----------------- | --- | ----------------------- | --------- | -------------------- |
| 129               | 1                  | «Who Shot Mr. Burns? (Part II)» «Хто стріляв у містера Бернса? (Частина II)»                                                                                              | Веслі Арчер       | Білл Оуклі | 17 вересня 1995         | 2F20      | 16.0                 |
| 130               | 2                  | «Radioactive Man» «Радіоактивний» | Сьюзі Діттер      | Джон Шварцвельдер | 24 вересня 1995         | 2F17      | 15.7                 |
| 131               | 3                  | «Home Sweet Homediddly-Dum-Doodily» «Дім, миленький дім» | Сьюзі Діттер      | Джон Вітті | 1 жовтня 1995           | 3F01      | 14.5                 |
| 132               | 4                  | «Bart Sells His Soul» «Барт продає свою душу» | Веслі Арчер       | Грег Деніелс | 8 жовтня 1995           | 3F02      | 14.8                 |
| 133               | 5                  | «Lisa the Vegetarian» «Ліса — вегетеріанка» | Марк Кіркланд     | Девід Коен | 15 жовтня 1995          | 3F03      | 14.6                 |
| 134               | 6                  | «Treehouse of Horror VI» «Сімпсони і Гелоуїн VI» | Боб Андерсон      | Джон Шварцвельдер (1 частина) Стів Томпкінс (2 частина) Девід Коен (3 частина)                                                                                            | 29 жовтня 1995          | 3F04      | 19.7                 |
| 135               | 7                  | «King-Size Homer» «Дуже великий Гомер» | Джим Рірдон       | Ден Гріні | 5 листопада 1995        | 3F05      | 17.0                 |
| 136               | 8                  | «Mother Simpson» «Мати Сімпсон» | Девід Сільверман  | Річард Аппель | 19 листопада 1995       | 3F06      | 15.3                 |
| 137               | 9                  | «Sideshow Bob’s Last Gleaming» «Останній блиск Другого Номера Боба» | Домінік Полчіно   | Спайк Ферестен | 26 листопада 1995       | 3F08      | 14.2                 |
| 138               | 10                 | «The Simpsons 138th Episode Spectacular» «Ювілейна 138-а серія «Сімпсонів»»                                                                                               | Девід Сільверман  | Джон Вітті | 3 грудня 1995           | 3F31      | 16.4                 |
| 139               | 11                 | «Marge Be Not Proud» «Мардж не пишається» | Стівен Дін Мур    | Майк Скаллі | 17 грудня 1995          | 3F07      | 16.7                 |
| 140               | 12                 | «Team Homer» «Команда Гомера» | Марк Кіркланд     | Майк Скаллі | 7 січня 1996            | 3F10      | 16.7                 |
| 141               | 13                 | «Two Bad Neighbors» «Двоє поганих сусідів» | Веслі Арчер       | Кен Кілер | 14 січня 1996           | 3F09      | 16.5                 |
| 142               | 14                 | «Scenes from the Class Struggle in Springfield» «Сцени з класової боротьби у Спрінґфілді»                                                                                 | Сьюзі Діттер      | Дженніфер Криттенден | 4 лютого 1996           | 3F11      | 14.4                 |
| 143               | 15                 | «Bart the Fink» «Барт — донощик» | Джим Рірдон       | Сюжет: Боб Кушель Сценарій: Джон Шварцвельдер | 11 лютого 1996          | 3F12      | 15.0                 |
| 144               | 16                 | «Lisa the Iconoclast» «Ліса — іконоборчиня» | Майк Андерсон     | Джонатан Кольєр | 18 лютого 1996          | 3F13      | 13.4                 |
| 145               | 17                 | «Homer the Smithers» «Гомер — Смізерс» | Стівен Дін Мур    | Джон Шварцвельдер | 25 лютого 1996          | 3F14      | 14.1                 |
| 146               | 18                 | «The Day the Violence Died» «День, коли померло насильство» | Веслі Арчер       | Джон Шварцвельдер | 17 березня 1996         | 3F16      | 14.4                 |
| 147               | 19                 | «A Fish Called Selma» «Рибка на ім’я Сельма» | Марк Кіркланд     | Джек Барт | 24 березня 1996         | 3F15      | 12.9                 |
| 148               | 20                 | «Bart on the Road» «Барт у дорозі» | Свінтон Скотт III | Річард Аппель | 31 березня 1996         | 3F17      | 11.8                 |
| 149               | 21                 | «22 Short Films About Springfield» «22 короткі фільми про Спрінґфілд» | Джим Рірдон       | Річард Аппель, Девід Коен, Джонатан Кольєр, Дженніфер Криттенден, Грег Деніелс, Брент Форрестер, Рейчел Пулідо, Стів Томпкінс, Білл Оуклі, Джош Вайнштейн і Метт Ґрюйнінґ | 14 квітня 1996          | 3F18      | 10.5                 |
| 150               | 22                 | «Raging Abe Simpson and His Grumbling Grandson in «The Curse of the Flying Hellfish»» «Розлючений Ейб Сімпсон і його буркотливий онук у фільмі «Прокляття пекельних риб»» | Джефрі Лінч       | Джонатан Кольєр | 28 квітня 1996          | 3F19      | 13.0                 |
| 151               | 23                 | «Much Apu About Nothing» «Багато Апу із нічого» | Сьюзі Діттер      | Девід Коен | 5 травня 1996           | 3F20      | 11.3                 |
| 152               | 24                 | «Homerpalooza» «Гомерпалуза» | Веслі Арчер       | Брент Форрестер | 19 травня 1996          | 3F21      | 12.9                 |
| 153               | 25                 | «Summer of 4 Ft. 2» «Літо Ліси» | Марк Кіркланд     | Ден Гріні | 19 травня 1996          | 3F22      | 14.7                 |

### Сезон 8 (1996—1997)
| № серії (загалом) | № серії (в сезоні) | Назва серії                                                                     | Режисер(и)      | Сценарист(и)                                                      | Оригінальна дата показу | Код серії | Глядачів в США (млн) |
| ----------------- | ------------------ | ------------------------------------------------------------------------------- | --------------- | ----------------------------------------------------------------- | ----------------------- | --------- | -------------------- |
| 154               | 1                  | «Treehouse of Horror VII» «Сімпсони і Гелоуїн VII»                              | Майк Андерсон   | Кен Кілер, Ден Гріні і Девід Коен                                 | 27 жовтня 1996          | 4F02      | 18.3                 |
| 155               | 2                  | «You Only Move Twice» «Переїжджаєш лише двічі»                                  | Майк Андерсон   | Джон Шварцвельдер                                                 | 3 листопада 1996        | 3F23      | 13.9                 |
| 156               | 3                  | «The Homer They Fall» «Падіння від Гомера»                                      | Марк Кіркланд   | Джонатан Кольєр                                                   | 10 листопада 1996       | 4F03      | 17.0                 |
| 157               | 4                  | «Burns, Baby Burns» «Бернс, дитина Бернса»                                      | Джим Рірдон     | Ієн Макстон-Ґрем                                                  | 17 листопада 1996       | 4F05      | 12.6                 |
| 158               | 5                  | «Bart After Dark» «Барт у тіньовому бізнесі»                                    | Домінік Полчіно | Річард Аппель                                                     | 24 листопада 1996       | 4F06      | 14.1                 |
| 159               | 6                  | «A Milhouse Divided» «Мілгаус розділений»                                       | Стівен Дін Мур  | Стів Томпкінс                                                     | 1 грудня 1996           | 4F04      | 12.8                 |
| 160               | 7                  | «Lisa’s Date with Density» «Побачення Ліси з велетнем»                          | Сьюзі Діттер    | Майк Скаллі                                                       | 15 грудня 1996          | 4F01      | н/д                  |
| 161               | 8                  | «Hurricane Neddy» «Буревій Недді»                                               | Боб Андерсон    | Стів Янг                                                          | 29 грудня 1996          | 4F07      | н/д                  |
| 162               | 9                  | «El Viaje Misterioso de Nuestro Jomer» «Таємнича подорож нашого Гомера»         | Джим Рірдон     | Кен Кілер                                                         | 5 січня 1997            | 3F24      | 14.9                 |
| 163               | 10                 | «The Springfield Files» «Цілком таємно у Спрінґфілді»                           | Стівен Дін Мур  | Рейд Харрісон                                                     | 12 січня 1997           | 3G01      | 20.9                 |
| 164               | 11                 | «The Twisted World of Marge Simpson» «Скручений світ Мардж Сімпсон»             | Чак Шітс        | Дженніфер Криттенден                                              | 19 січня 1997           | 4F08      | 14.0                 |
| 165               | 12                 | «Mountain of Madness» «Гора божевілля»                                          | Марк Кіркланд   | Джон Шварцвельдер                                                 | 2 лютого 1997           | 4F10      | 9.1                  |
| 166               | 13                 | «Simpsoncalifragilisticexpiala(Annoyed Grunt)cious» «Шеррі Боббінс»             | Чак Шітс        | Ел Джін і Майк Рейсс                                              | 7 лютого 1997           | 3G03      | 17.7                 |
| 167               | 14                 | «The Itchy & Scratchy & Poochie Show» «Шоу Чуха і Сверблячки і Рабка»           | Стівен Дін Мур  | Девід Коен                                                        | 9 лютого 1997           | 4F12      | 15.5                 |
| 168               | 15                 | «Homer’s Phobia» «Фобія Гомера»                                                 | Майк Андерсон   | Рон Хауг                                                          | 16 лютого 1997          | 4F11      | 15.3                 |
| 169               | 16                 | «Brother from Another Series» «Брат з іншого серіалу»                           | Піт Майклз      | Кен Кілер                                                         | 23 лютого 1997          | 4F14      | 15.1                 |
| 170               | 17                 | «My Sister, My Sitter» «Моя сестра, моя нянька»                                 | Джим Рірдон     | Ден Гріні                                                         | 2 березня 1997          | 4F13      | 15.1                 |
| 171               | 18                 | «Homer vs. The Eighteenth Amendment» «Гомер проти вісімнадцятої поправки»       | Боб Андерсон    | Джон Шварцвельдер                                                 | 16 березня 1997         | 4F15      | 14.6                 |
| 172               | 19                 | «Grade School Confidential» «Початкова школа конфіденційна»                     | Сьюзі Діттер    | Рейчел Пулідо                                                     | 6 квітня 1997           | 4F09      | 13.3                 |
| 173               | 20                 | «The Canine Mutiny» «Собачий бунт»                                              | Домінік Полчіно | Рон Хауг                                                          | 13 квітня 1997          | 4F16      | н/д                  |
| 174               | 21                 | «The Old Man and the Lisa» «Старий і Ліса»                                      | Марк Кіркланд   | Джон Шварцвельдер                                                 | 20 квітня 1997          | 4F17      | 14.0                 |
| 175               | 22                 | «In Marge We Trust» «Ми віримо у Мардж»                                         | Стівен Дін Мур  | Донік Кері                                                        | 27 квітня 1997          | 4F18      | 16.9                 |
| 176               | 23                 | «Homer’s Enemy» «Ворог Гомера»                                                  | Джим Рірдон     | Джон Шварцвельдер                                                 | 4 травня 1997           | 4F19      | 11.8                 |
| 177               | 24                 | «The Simpsons Spin-Off Showcase» «Розкрутка другорядних персонажів «Сімпсонів»» | Ніл Аффлек      | Сюжет: Кен Кілер Сценарій: Кен Кілер, Джонатан Кольєр і Ден Гріні | 11 травня 1997          | 4F20      | 11.6                 |
| 178               | 25                 | «The Secret War of Lisa Simpson» «Секретна війна Ліси Сімпсон»                  | Майк Андерсон   | Річард Аппель                                                     | 18 травня 1997          | 4F21      | 12.7                 |

### Сезон 9 (1997—1998)
| № серії (загалом) | № серії (в сезоні) | Назва серії                                                               | Режисер(и)        | Сценарист(и)                            | Оригінальна дата показу | Код серії | Глядачів в США (млн) |
| ----------------- | ------------------ | ------------------------------------------------------------------------- | ----------------- | --------------------------------------- | ----------------------- | --------- | -------------------- |
| 179               | 1                  | «The City of New York vs. Homer Simpson» «Нью-Йорк проти Гомера Сімпсона» | Джим Рірдон       | Ієн Макстон-Ґрем                        | 21 вересня 1997         | 4F22      | 10.5                 |
| 180               | 2                  | «The Principal and the Pauper» «Директор та злидар»                       | Стівен Дін Мур    | Кен Кілер                               | 28 вересня 1997         | 4F23      | 14.9                 |
| 181               | 3                  | «Lisa’s Sax» «Саксофон Ліси»                                              | Домінік Полчіно   | Ел Джін                                 | 19 жовтня 1997          | 3G02      | 12.9                 |
| 182               | 4                  | «Treehouse of Horror VIII» «Сімпсони і Гелоуїн VIII»                      | Марк Кіркланд     | Майк Скаллі, Девід Коен і Нед Голдрейер | 26 жовтня 1997          | 5F02      | 10.9                 |
| 183               | 5                  | «The Cartridge Family» «Сім’я і зброя»                                    | Піт Майклз        | Джон Шварцвельдер                       | 2 листопада 1997        | 5F01      | 10.3                 |
| 184               | 6                  | «Bart Star» «Барт — зірка»                                                | Домінік Полчіно   | Донік Кері                              | 9 листопада 1997        | 5F03      | 10.6                 |
| 185               | 7                  | «The Two Mrs. Nahasapeemapetilons» «Дві місіс Нахасапімапетілон»          | Стівен Дін Мур    | Річард Аппель                           | 16 листопада 1997       | 5F04      | 11.4                 |
| 186               | 8                  | «Lisa the Skeptic» «Ліса — скептик»                                       | Ніл Аффлек        | Девід Коен                              | 23 листопада 1997       | 5F05      | 9.3                  |
| 187               | 9                  | «Realty Bites» «Нерухомість кусається»                                    | Свінтон Скотт III | Ден Гріні                               | 7 грудня 1997           | 5F06      | 10.6                 |
| 188               | 10                 | «Miracle on Evergreen Terrace» «Диво на Еверґрін Террас»                  | Боб Андерсон      | Рон Хауг                                | 21 грудня 1997          | 5F07      | 9.6                  |
| 189               | 11                 | «All Singing, All Dancing» «Всі співають, всі танцюють»                   | Марк Ервін        | Стів О’Доннелл                          | 4 січня 1998            | 5F24      | 8.9                  |
| 190               | 12                 | «Bart Carny» «Карнавальний Барт»                                          | Марк Кіркланд     | Джон Шварцвельдер                       | 11 січня 1998           | 5F08      | 11.7                 |
| 191               | 13                 | «The Joy of Sect» «Радість секти»                                         | Стівен Дін Мур    | Стів О’Доннелл                          | 8 лютого 1998           | 5F23      | 9.4                  |
| 192               | 14                 | «Das Bus» «Автобус»                                                       | Піт Майклз        | Девід Коен                              | 15 лютого 1998          | 5F11      | 9.6                  |
| 193               | 15                 | «The Last Temptation of Krust» «Остання спокуса Красті»                   | Майк Андерсон     | Донік Кері                              | 22 лютого 1998          | 5F10      | 9.5                  |
| 194               | 16                 | «Dumbbell Indemnity» «Ідіотська страховка»                                | Домінік Полчіно   | Рон Хауг                                | 1 березня 1998          | 5F12      | 10.3                 |
| 195               | 17                 | «Lisa the Simpson» «Ліса — Сімпсон»                                       | Сьюзі Діттер      | Нед Голдрейер                           | 8 березня 1998          | 4F24      | 10.4                 |
| 196               | 18                 | «This Little Wiggy» «Цей маленький Віггам»                                | Ніл Аффлек        | Ден Гріні                               | 22 березня 1998         | 5F13      | 8.9                  |
| 197               | 19                 | «Simpson Tide» «Приплив Сімпсона»                                         | Мілтон Грей       | Джошуа Стернін і Дженніфер Вентімілія   | 29 березня 1998         | 3G04      | 9.0                  |
| 198               | 20                 | «The Trouble with Trillions» «Проблема з трильйонами»                     | Свінтон Скотт III | Ян Макстон-Ґрем                         | 5 квітня 1998           | 5F14      | 7.4                  |
| 199               | 21                 | «Girly Edition» «Дівчачий випуск»                                         | Марк Кіркланд     | Ларрі Дойл                              | 19 квітня 1998          | 5F15      | 8.5                  |
| 200               | 22                 | «Trash of the Titans» «Сміття титанів»                                    | Джим Рірдон       | Ієн Макстон-Ґрем                        | 26 квітня 1998          | 5F09      | 10.2                 |
| 201               | 23                 | «King of the Hill» «Король гори»                                          | Стівен Дін Мур    | Джон Шварцвельдер                       | 3 травня 1998           | 5F16      | 9.2                  |
| 202               | 24                 | «Lost Our Lisa» «Загубили нашу Лісу»                                      | Піт Майклз        | Браян Скаллі                            | 10 травня 1998          | 5F17      | 7.6                  |
| 203               | 25                 | «Natural Born Kissers» «Природжено цілуються»                             | Клай Холл         | Метт Селман                             | 17 травня 1998          | 5F18      | 8.6                  |

### Сезон 10 (1998—1999)
| № серії (загалом) | № серії (в сезоні) | Назва серії                                                                                    | Режисер(и)                   | Сценарист(и)                                 | Оригінальна дата показу | Код серії | Глядачів в США (млн) |
| ----------------- | ------------------ | ---------------------------------------------------------------------------------------------- | ---------------------------- | -------------------------------------------- | ----------------------- | --------- | -------------------- |
| 204               | 1                  | «Lard of the Dance» «Жир і танці»                                                              | Домінік Полчіно              | Джейн О’Браєн                                | 23 серпня 1998          | 5F20      | 7.00                 |
| 205               | 2                  | «The Wizard of Evergreen Terrace» «Чарівник Еверґрін Террас»                                   | Марк Кіркланд                | Джон Шварцвельдер                            | 20 вересня 1998         | 5F21      | 7.95                 |
| 206               | 3                  | «Bart the Mother» «Барт — мати»                                                                | Стівен Дін Мур               | Девід Коен                                   | 27 вересня 1998         | 5F22      | 7.35                 |
| 207               | 4                  | «Treehouse of Horror IX» «Сімпсони і Гелоуїн IX»                                               | Стівен Дін Мур               | Донік Кері, Ларрі Дойл і Девід Коен          | 25 жовтня 1998          | AABF01    | 8.50                 |
| 208               | 5                  | «When You Dish Upon a Star» «Коли ти підносишся до зірок»                                      | Піт Майклз                   | Річард Аппель                                | 8 листопада 1998        | 5F19      | 9.00                 |
| 209               | 6                  | «D’oh-in in the Wind» «У провалі вітру»                                                        | Метью Настюк і Марк Кіркланд | Донік Кері                                   | 15 листопада 1998       | AABF02    | 8.30                 |
| 210               | 7                  | «Lisa Gets an «A»» «Ліса отримує п’ятірку»                                                     | Боб Андерсон                 | Ієн Макстон-Ґрем                             | 22 листопада 1998       | AABF03    | 8.00                 |
| 211               | 8                  | «Homer Simpson in: «Kidney Trouble»» «Гомер Сімпсон фільмі у фільмі «Проблема з ниркою»»       | Майк Андерсон                | Джон Шварцвельдер                            | 6 грудня 1998           | AABF04    | 7.20                 |
| 212               | 9                  | «Mayored to the Mob» «Охоронець мера»                                                          | Свінтон Скотт III            | Рон Хауг                                     | 20 грудня 1998          | AABF05    | 8.50                 |
| 213               | 10                 | «Viva Ned Flanders» «Хай живе Нед Фландерс!»                                                   | Ніл Аффлек                   | Девід Стерн                                  | 10 січня 1999           | AABF06    | 11.50                |
| 214               | 11                 | «Wild Barts Can’t Be Broken» «Дикий Барт ніколи не здається»                                   | Марк Ервін                   | Ларрі Дойл                                   | 17 січня 1999           | AABF07    | 8.80                 |
| 215               | 12                 | «Sunday, Cruddy Sunday» «Неділя, груба неділя»                                                 | Стівен Дін Мур               | Том Мартін, Джордж Мейер Браян і Майк Скаллі | 31 січня 1999           | AABF08    | 11.50                |
| 216               | 13                 | «Homer to the Max» «Гомер — Макс»                                                              | Піт Майклз                   | Джон Шварцвельдер                            | 7 лютого 1999           | AABF09    | 8.30                 |
| 217               | 14                 | «I’m With Cupid» «Я з купідоном»                                                               | Боб Андерсон                 | Ден Гріні                                    | 14 лютого 1999          | AABF11    | 7.70                 |
| 218               | 15                 | «Marge Simpson in: «Screaming Yellow Honkers»» «Мардж Сімпсон у фильмі «Кричущі жовті сирени»» | Марк Кіркланд                | Девід Стерн                                  | 21 лютого 1999          | AABF10    | 8.60                 |
| 219               | 16                 | «Make Room for Lisa» «Звільнити місце для Ліси»                                                | Меттью Настюк                | Браян Скаллі                                 | 28 лютого 1999          | AABF12    | 7.60                 |
| 220               | 17                 | «Maximum Homerdrive» «Максимальний Гомердрайв»                                                 | Свінтон Скотт III            | Джон Шварцвельдер                            | 28 березня 1999         | AABF13    | 15.50                |
| 221               | 18                 | «Simpsons Bible Stories» «Біблійні історії Сімпсонів»                                          | Ненсі Круз                   | Тім Лонг, Ларрі Дойл і Метт Селман           | 4 квітня 1999           | AABF14    | 12.20                |
| 222               | 19                 | «Mom and Pop Art» «Мама і поп-арт»                                                             | Стівен Дін Мур               | Ел Джін                                      | 11 квітня 1999          | AABF15    | 8.50                 |
| 223               | 20                 | «The Old Man and The «C» Student» «Старий і трієчник»                                          | Марк Кіркланд                | Джулі Такер                                  | 25 квітня 1999          | AABF16    | 6.90                 |
| 224               | 21                 | «Monty Can’t Buy Me Love» «Монті любов не можна купити»                                        | Марк Ервін                   | Джон Шварцвельдер                            | 2 травня 1999           | AABF17    | 7.26                 |
| 225               | 22                 | «They Saved Lisa’s Brain» «Вони врятували мозок Лізи»                                          | Піт Майклз                   | Метт Селман                                  | 9 травня 1999           | AABF18    | 6.80                 |
| 226               | 23                 | «Thirty Minutes Over Tokyo» «Тридцять хвилин над Токіо»                                        | Джим Рірдон                  | Донік Кері та Ден Гріні                      | 16 травня 1999          | AABF20    | 8.00                 |

### Сезон 11 (1999—2000)
| № серії (загалом) | № серії (в сезоні) | Назва серії                                                                              | Режисер(и)      | Сценарист(и)                                                     | Оригінальна дата показу | Код серії | Глядачів в США (млн) |
| ----------------- | ------------------ | ---------------------------------------------------------------------------------------- | --------------- | ---------------------------------------------------------------- | ----------------------- | --------- | -------------------- |
| 227               | 1                  | «Beyond Blunderdome» «Під куполом помилки»                                               | Стівен Дін Мур  | Майк Скаллі                                                      | 26 вересня 1999         | AABF23    | 8.10                 |
| 228               | 2                  | «Brother’s Little Helper» «Маленький помічник брата»                                     | Марк Кіркланд   | Джордж Мейер                                                     | 3 жовтня 1999           | AABF22    | 7.10                 |
| 229               | 3                  | «Guess Who’s Coming to Criticize Dinner?» «Вгадай, хто прийде, щоб розкритикувати обід?» | Ненсі Круз      | Ел Джін                                                          | 24 жовтня 1999          | AABF21    | 6.70                 |
| 230               | 4                  | «Treehouse of Horror X» «Сімпсони і Гелоуїн X»                                           | Піт Майклз      | Донік Кері (1 частина) Тім Лонг (2 частина) Рон Хауг (3 частина) | 31 жовтня 1999          | BABF01    | 8.70                 |
| 231               | 5                  | «E-I-E-I-(Annoyed Grunt)» «І-Я-І-Я-Д’оу»                                                 | Боб Андерсон    | Ієн Макстон-Ґрем                                                 | 7 листопада 1999        | AABF19    | 8.40                 |
| 232               | 6                  | «Hello Gutter, Hello Fadder» «Привіт, жолобе, привіт, примхо»                            | Майк Андерсон   | Ел Джін                                                          | 14 листопада 1999       | BABF02    | 9.20                 |
| 233               | 7                  | «Eight Misbehavin’» «Вісім пустунів»                                                     | Стівен Дін Мур  | Метт Селман                                                      | 21 листопада 1999       | BABF03    | 9.20                 |
| 234               | 8                  | «Take My Wife, Sleaze» «Візьми мою дружину, поганцю»                                     | Ніл Аффлек      | Джон Шварцвельдер                                                | 28 листопада 1999       | BABF05    | 8.90                 |
| 235               | 9                  | «Grift of the Magi» «Бруд волхвів»                                                       | Метью Настюк    | Том Мартін                                                       | 19 грудня 1999          | BABF07    | 7.76                 |
| 236               | 10                 | «Little Big Mom» «Маленька велика мама»                                                  | Марк Кіркланд   | Керолін Омайн                                                    | 9 січня 2000            | BABF04    | 10.00                |
| 237               | 11                 | «Faith Off» «Без віри»                                                                   | Ненсі Круз      | Френк Мула                                                       | 16 січня 2000           | BABF06    | 10.40                |
| 238               | 12                 | «The Mansion Family» «Сім’я в особняку»                                                  | Майкл Полчіно   | Джон Шварцвельдер                                                | 23 січня 2000           | BABF08    | 11.30                |
| 239               | 13                 | «Saddlesore Galactica» «Барт — жокей»                                                    | Ленс Крамер     | Тім Лонг                                                         | 6 лютого 2000           | BABF09    | 9.60                 |
| 240               | 14                 | «Alone Again, Natura-Diddily» «Знову одненький»                                          | Джим Рірдон     | Ієн Макстон-Ґрем                                                 | 13 лютого 2000          | BABF10    | 10.80                |
| 241               | 15                 | «Missionary: Impossible» «Місіонер нездійсненний»                                        | Стівен Дін Мур  | Рон Хауг                                                         | 20 лютого 2000          | BABF11    | 9.80                 |
| 242               | 16                 | «Pygmoelian» «Пігмолеан»                                                                 | Марк Кіркланд   | Ларрі Дойл                                                       | 27 лютого 2000          | BABF12    | 9.40                 |
| 243               | 17                 | «Bart to the Future» «Барт у майбутньому»                                                | Майкл Меркантел | Ден Гріні                                                        | 19 березня 2000         | BABF13    | 8.77                 |
| 244               | 18                 | «Days of Wine and D’oh’ses» «Вино і провали»                                             | Ніл Аффлек      | Деб Лакуста і Ден Касталланета                                   | 9 квітня 2000           | BABF14    | 8.30                 |
| 245               | 19                 | «Kill the Alligator and Run» «Вбивай алігатора і біжи»                                   | Джен Кемермен   | Джон Шварцвельдер                                                | 30 квітня 2000          | BABF16    | 7.46                 |
| 246               | 20                 | «Last Tap Dance in Springfield» «Остання чечітка у Спрінґфілді»                          | Ненсі Круз      | Джулі Такер                                                      | 7 травня 2000           | BABF15    | 7.30                 |
| 247               | 21                 | «It’s a Mad, Mad, Mad, Mad Marge» «Ця шалена, шалена, шалена, шалена Мардж»              | Стівен Дін Мур  | Ларрі Дойл                                                       | 14 травня 2000          | BABF18    | 7.50                 |
| 248               | 22                 | «Behind the Laughter» «За лаштунками сміху»                                              | Марк Кіркланд   | Тім Лонг Джордж Мейер Майк Скаллі та Метт Селман                 | 21 травня 2000          | BABF19    | 8.30                 |

### Сезон 12 (2000—2001)
| № серії (загалом) | № серії (в сезоні) | Назва серії                                                | Режисер(и)      | Сценарист(и)                                                                         | Оригінальна дата показу | Код серії | Глядачів в США (млн) |
| ----------------- | ------------------ | ---------------------------------------------------------- | --------------- | ------------------------------------------------------------------------------------ | ----------------------- | --------- | -------------------- |
| 249               | 1                  | «Treehouse of Horror XI» «Сімпсони і Гелоуїн XI»           | Метью Настюк    | Роб Лазебник (1 частина) Джон Фрінк і Дон Пейн (2 частина) Керолін Омайн (3 частина) | 1 листопада 2000        | BABF21    | 13.2                 |
| 250               | 2                  | «A Tale of Two Springfields» «Історія про два Спрінґфілди» | Шон Кешмен      | Джон Шварцвельдер                                                                    | 5 листопада 2000        | BABF20    | 16.2                 |
| 251               | 3                  | «Insane Clown Poppy» «Божевільний тато-клоун»              | Боб Андерсон    | Джон Фрінк і Дон Пейн                                                                | 12 листопада 2000       | BABF17    | 16.4                 |
| 252               | 4                  | «Lisa the Tree Hugger» «Ліса — рятівниця дерев»            | Стівен Дін Мур  | Метт Селман                                                                          | 19 листопада 2000       | CABF01    | 14.9                 |
| 253               | 5                  | «Homer vs. Dignity» «Гомер проти гідності»                 | Ніл Аффлек      | Роб Лазебник                                                                         | 26 листопада 2000       | CABF04    | 15.0                 |
| 254               | 6                  | «The Computer Wore Menace Shoes» «Небезпечний комп’ютер»   | Марк Кіркланд   | Джон Шварцвельдер                                                                    | 3 грудня 2000           | CABF02    | 15.6                 |
| 255               | 7                  | «The Great Money Caper» «Подорож великих грошей»           | Майкл Полчіно   | Керолін Омайн                                                                        | 10 грудня 2000          | CABF03    | 16.8                 |
| 256               | 8                  | «Skinner’s Sense of Snow» «Скіннер і його почуття снігу»   | Ленс Крамер     | Тім Лонг                                                                             | 17 грудня 2000          | CABF06    | 15.9                 |
| 257               | 9                  | «HOMR» «ГОМР»                                              | Майк Андерсон   | Ел Джін                                                                              | 7 січня 2001            | BABF22    | 18.5                 |
| 258               | 10                 | «Pokey Mom» «Мардж і в’язниця»                             | Боб Андерсон    | Том Мартін                                                                           | 14 січня 2001           | CABF05    | 15.0                 |
| 259               | 11                 | «Worst Episode Ever» «Найгірша серія»                      | Меттью Настюк   | Ларрі Дойл                                                                           | 4 лютого 2001           | CABF08    | 18.5                 |
| 260               | 12                 | «Tennis the Menace» «Теніс-мучитель»                       | Джен Кемермен   | Ієн Макстон-Ґрем                                                                     | 11 лютого 2001          | CABF07    | 14.0                 |
| 261               | 13                 | «Day of the Jackanapes» «День нахаби»                      | Майкл Меркантел | Ел Джін                                                                              | 18 лютого 2001          | CABF10    | 15.4                 |
| 262               | 14                 | «New Kids on the Blecch» «Юні таланти»                     | Стівен Дін Мур  | Тім Лонг                                                                             | 25 лютого 2001          | CABF12    | 18.1                 |
| 263               | 15                 | «Hungry, Hungry Homer» «Голодний, голодний Гомер»          | Ненсі Круз      | Джон Шварцвельдер                                                                    | 4 березня 2001          | CABF09    | 17.6                 |
| 264               | 16                 | «Bye Bye Nerdie» «Бувай, занудо»                           | Лорен МакМаллен | Джон Фрінк і Дон Пейн                                                                | 11 березня 2001         | CABF11    | 16.1                 |
| 265               | 17                 | «Simpson Safari» «Сафарі Сімпсонів»                        | Марк Кіркланд   | Джон Шварцвельдер                                                                    | 1 квітня 2001           | CABF13    | 13.3                 |
| 266               | 18                 | «Trilogy of Error» «Трилогія помилок»                      | Майк Андерсон   | Метт Селман                                                                          | 29 квітня 2001          | CABF14    | 14.4                 |
| 267               | 19                 | «I’m Goin’ to Praiseland» «Я їду у «Святу землю»»          | Чак Шітс        | Джулі Такер                                                                          | 6 травня 2001           | CABF15    | 13.1                 |
| 268               | 20                 | «Children of a Lesser Clod» «Діти меншого дурня»           | Майкл Полчіно   | Ел Джін                                                                              | 13 травня 2001          | CABF16    | 13.8                 |
| 269               | 21                 | «Simpsons Tall Tales» «Байки Сімпсонів»                    | Боб Андерсон    | Джон Фрінк і Дон Пейн (1 частина) Боб Бендетсон (2 частина) Метт Селман (3 частина)  | 20 травня 2001          | CABF17    | 13.4                 |

### Сезон 13 (2001—2002)
| № серії (загалом) | № серії (в сезоні) | Назва серії                                                    | Режисер(и)      | Сценарист(и)                                                                       | Оригінальна дата показу | Код серії | Глядачів в США (млн) |
| ----------------- | ------------------ | -------------------------------------------------------------- | --------------- | ---------------------------------------------------------------------------------- | ----------------------- | --------- | -------------------- |
| 270               | 1                  | «Treehouse of Horror XII» «Сімпсони і Гелоуїн XII»             | Джим Рірдон     | Джоел Коен (1 частина) Джон Фрінк і Дон Пейн (2 частина) Керолін Омайн (3 частина) | 6 листопада 2001        | CABF19    | 13.0                 |
| 271               | 2                  | «The Parent Rap» «Тихий стукіт для батьків»                    | Марк Кіркланд   | Джордж Мейер і Майк Скаллі                                                         | 11 листопада 2001       | CABF22    | 14.9                 |
| 272               | 3                  | «Homer the Moe» «Гомер — Мо»                                   | Джен Кемермен   | Дана Гулд                                                                          | 18 листопада 2001       | CABF20    | 14.4                 |
| 273               | 4                  | «A Hunka Hunka Burns in Love» «Бернс закохався»                | Ленс Крамер     | Джон Шварцвельдер                                                                  | 2 грудня 2001           | CABF18    | 13.4                 |
| 274               | 5                  | «The Blunder Years» «Втрачені роки»                            | Стівен Дін Мур  | Ієн Макстон-Ґрем                                                                   | 9 грудня 2001           | CABF21    | 12.9                 |
| 275               | 6                  | «She of Little Faith» «Вона невеликої віри»                    | Стівен Дін Мур  | Білл Фрейбергер                                                                    | 16 грудня 2001          | DABF02    | 13.2                 |
| 276               | 7                  | «Brawl in the Family» «Скандал у сім’ї»                        | Метью Настюк    | Джоел Коен                                                                         | 6 січня 2002            | DABF01    | 11.8                 |
| 277               | 8                  | «Sweets and Sour Marge» «Кисло-солодка Мардж»                  | Марк Кіркланд   | Керолін Омайн                                                                      | 20 січня 2002           | DABF03    | 12.3                 |
| 278               | 9                  | «Jaws Wired Shut» «Із широко закритою щелепою»                 | Ненсі Круз      | Метт Селман                                                                        | 27 січня 2002           | DABF05    | 14.2                 |
| 279               | 10                 | «Half-Decent Proposal» «Напів-пристойна пропозиція»            | Лорен МакМаллен | Тім Лонг                                                                           | 10 лютого 2002          | DABF04    | 13.2                 |
| 280               | 11                 | «The Bart Wants What It Wants» «Барт хоче, чого хоче»          | Майкл Полчіно   | Джон Фрінк і Дон Пейн                                                              | 17 лютого 2002          | DABF06    | 11.2                 |
| 281               | 12                 | «The Lastest Gun in the West» «Останній пістолет на заході»    | Боб Андерсон    | Джон Шварцвельдер                                                                  | 24 лютого 2002          | DABF07    | 13.2                 |
| 282               | 13                 | «The Old Man and the Key» «Старий і ключ»                      | Ленс Крамер     | Джон Вітті                                                                         | 10 березня 2002         | DABF09    | 14.5                 |
| 283               | 14                 | «Tales from the Public Domain» «Байки із суспільного надбання» | Майк Андерсон   | Ендрю Крайсберг (1 частина) Джош Ліб (2 частина) Метт Ворбертон (3 частина)        | 17 березня 2002         | DABF08    | 11.7                 |
| 284               | 15                 | «Blame It on Lisa» «У всьому винна Ліса»                       | Стівен Дін Мур  | Боб Бендетсон                                                                      | 31 березня 2002         | DABF10    | 11.1                 |
| 285               | 16                 | «Weekend at Burnsie’s» «Уїк-енд у Бернсі»                      | Майкл Меркантел | Джон Вітті                                                                         | 7 квітня 2002           | DABF11    | 12.5                 |
| 286               | 17                 | «Gump Roast» «Вечір, присвячений Гомеру»                       | Марк Кіркланд   | Деб Лакуста і Ден Касталланета                                                     | 21 квітня 2002          | DABF12    | 12.3                 |
| 287               | 18                 | «I Am Furious (Yellow)» «Я лютий і жовтий»                     | Чак Шітс        | Джон Шварцвельдер                                                                  | 28 квітня 2002          | DABF13    | 12.4                 |
| 288               | 19                 | «The Sweetest Apu» «Найсолодший Апу»                           | Метью Настюк    | Джон Шварцвельдер                                                                  | 5 травня 2002           | DABF14    | 11.8                 |
| 289               | 20                 | «Little Girl in the Big Ten» «Маленька дівчинка — студентка»   | Лорен МакМаллен | Джон Вітті                                                                         | 12 травня 2002          | DABF15    | 11.2                 |
| 290               | 21                 | «The Frying Game» «Смажена гра»                                | Майкл Полчіно   | Джон Шварцвельдер                                                                  | 19 травня 2002          | DABF16    | 10.8                 |
| 291               | 22                 | «Poppa’s Got a Brand New Badge» «Тато отримав новий жетон»     | Піт Майклз      | Дана Гулд                                                                          | 22 травня 2002          | DABF17    | 8.2                  |

### Сезон 14 (2002—2003)
| № серії (загалом) | № серії (в сезоні) | Назва серії                                                                | Режисер(и)       | Сценарист(и)                                                            | Оригінальна дата показу | Код серії | Глядачів в США (млн) |
| ----------------- | ------------------ | -------------------------------------------------------------------------- | ---------------- | ----------------------------------------------------------------------- | ----------------------- | --------- | -------------------- |
| 292               | 1                  | «Treehouse of Horror XIII» «Сімпсони і Гелоуїн XIII»                       | Девід Сільверман | Марк Уілмор (1 частина) Браян Келлі (2 частина) Кевін Карен (3 частина) | 3 листопада 2002        | DABF19    | 16.70                |
| 293               | 2                  | «How I Spent My Strummer Vacation» «Як я провів музичні канікули»          | Майк Андерсон    | Майк Скаллі                                                             | 10 листопада 2002       | DABF22    | 12.50                |
| 294               | 3                  | «Bart vs. Lisa vs. The Third Grade» «Барт проти Ліси проти третього класу» | Стівен Дін Мур   | Тім Лонг                                                                | 17 листопада 2002       | DABF20    | 13.30                |
| 295               | 4                  | «Large Marge» «Велика Мардж»                                               | Джим Рірдон      | Ієн Макстон-Ґрем                                                        | 24 листопада 2002       | DABF18    | 17.40                |
| 296               | 5                  | «Helter Shelter» «Життя навиворіт»                                         | Марк Кіркланд    | Браян Поллак і Мерт Річ                                                 | 1 грудня 2002           | DABF21    | 15.10                |
| 297               | 6                  | «The Great Louse Detective» «Великий підлий детектив»                      | Стівен Дін Мур   | Джон Фрінк і Дон Пейн                                                   | 15 грудня 2002          | EABF01    | 15.50                |
| 298               | 7                  | «Special Edna» «Особлива Една»                                             | Боб Андерсон     | Денніс Сні                                                              | 5 січня 2003            | EABF02    | 15.00                |
| 299               | 8                  | «The Dad Who Knew Too Little» «Тато, що знав надто мало»                   | Марк Кіркланд    | Метт Селман                                                             | 12 січня 2003           | EABF03    | 12.80                |
| 300               | 9                  | «Strong Arms of The Ma» «Сильні руки мами»                                 | Піт Майклз       | Керолін Омайн                                                           | 2 лютого 2003           | EABF04    | 15.40                |
| 301               | 10                 | «Pray Anything» «Помолися хоч про щось»                                    | Майкл Полчіно    | Сем О’Ніл і Ніл Бушель                                                  | 9 лютого 2003           | EABF06    | 13.40                |
| 302               | 11                 | «Barting Over» «Барт починає спочатку»                                     | Метью Настюк     | Ендрю Крайсберг                                                         | 16 лютого 2003          | EABF05    | 21.30                |
| 303               | 12                 | «I’m Spelling as Fast as I Can» «Ліса на орфопіаді»                        | Ненсі Круз       | Кевін Карен                                                             | 16 лютого 2003          | EABF07    | 22.10                |
| 304               | 13                 | «A Star Is Born Again» «Зірка народилася знову»                            | Майкл Меркантел  | Браян Келлі                                                             | 2 березня 2003          | EABF08    | 14.40                |
| 305               | 14                 | «Mr. Spritz Goes to Washington» «Красті вирушає до Вашингтона»             | Ленс Крамер      | Джон Шварцвельдер                                                       | 9 березня 2003          | EABF09    | 14.40                |
| 306               | 15                 | «C.E. D'oh» «Гомер — головний виконавчий директор»                         | Майк Андерсон    | Дана Гулд                                                               | 16 березня 2003         | EABF10    | 13.00                |
| 307               | 16                 | «'Scuse Me While I Miss the Sky» «Ліса — астроном»                         | Стівен Дін Мур   | Ден Гріні й Аллен Глайзер                                               | 30 березня 2003         | EABF11    | 12.60                |
| 308               | 17                 | «Three Gays of the Condo» «Три геї у квартирі»                             | Марк Кіркланд    | Метт Ворбертон                                                          | 13 квітня 2003          | EABF12    | 12.02                |
| 309               | 18                 | «Dude, Where's My Ranch?» «Чувак, де моє ранчо?»                           | Кріс Клементс    | Ієн Макстон-Ґрем                                                        | 27 квітня 2003          | EABF13    | 11.71                |
| 310               | 19                 | «Old Yeller Belly» «Старий ледар»                                          | Боб Андерсон     | Джон Фрінк і Дон Пейн                                                   | 4 травня 2003           | EABF14    | 11.59                |
| 311               | 20                 | «Brake My Wife, Please» «Зупини мою дружину, будь ласка»                   | Піт Майклз       | Тім Лонг                                                                | 11 травня 2003          | EABF15    | 10.56                |
| 312               | 21                 | «Bart of War» «Барт війни»                                                 | Майкл Полчіно    | Марк Уілмор                                                             | 18 травня 2003          | EABF16    | 12.10                |
| 313               | 22                 | «Moe Baby Blues» «Блюз про немовля і Мо»                                   | Боб Андерсон     | Дон Пейн                                                                | 18 травня 2003          | EABF17    | 13.44                |

### Сезон 15 (2003—2004)
| № серії (загалом) | № серії (в сезоні) | Назва серії | Режисер(и)      | Сценарист(и)                   | Оригінальна дата показу | Код серії | Глядачів в США (млн) |
| ----------------- | ------------------ | --- | --------------- | ------------------------------ | ----------------------- | --------- | -------------------- |
| 314               | 1                  | «Treehouse of Horror XIV» «Сімпсони і Гелоуїн XIV»                                                                                      | Стівен Дін Мур  | Джон Шварцвельдер              | 2 листопада 2003        | EABF21    | 16.22                |
| 315               | 2                  | «My Mother the Carjacker» «Моя мама — викрадачка авто»                                                                                  | Ненсі Круз      | Майкл Прайс                    | 9 листопада 2003        | EABF18    | 12.40                |
| 316               | 3                  | «The President Wore Pearls» «Президент носив перлове намисто»                                                                           | Майк Андерсон   | Дана Гулд                      | 16 листопада 2003       | EABF20    | 12.70                |
| 317               | 4                  | «The Regina Monologues» «Монологи Королеви»                                                                                             | Марк Кіркланд   | Джон Шварцвельдер              | 23 листопада 2003       | EABF22    | 12.20                |
| 318               | 5                  | «The Fat and the Furriest» «Жирні і найпухнастіші»                                                                                      | Метью Настюк    | Джоел Коен                     | 30 листопада 2003       | EABF19    | 11.70                |
| 319               | 6                  | «Today I Am A Clown» «Сьогодні я — клоун»                                                                                               | Ненсі Круз      | Джоел Коен                     | 7 грудня 2003           | FABF01    | 10.50                |
| 320               | 7                  | «’Tis The Fifteenth Season» «Це — п'ятнадцятий сезон»                                                                                   | Стівен Дін Мур  | Майкл Прайс                    | 14 грудня 2003          | FABF02    | 11.30                |
| 321               | 8                  | «Marge vs. Singles, Seniors, Childless Couples and Teens, and Gays» «Мардж проти самотніх, старших, бездітних пар, підлітків і голубих» | Боб Андерсон    | Джон Вітті                     | 4 січня 2004            | FABF03    | 12.00                |
| 322               | 9                  | «I, (Annoyed Grunt)-Bot» «Я, Д’оу-бот»                                                                                                  | Лорен МакМаллен | Ден Гріні й Аллен Глайзер      | 11 січня 2004           | FABF04    | 16.30                |
| 323               | 10                 | «Diatribe of a Mad Housewife» «Роман божевільної домогосподарки»                                                                        | Марк Кіркланд   | Робін Стейн                    | 25 січня 2004           | FABF05    | 10.60                |
| 324               | 11                 | «Margical History Tour» «Чарівна історична подорож»                                                                                     | Майк Андерсон   | Браян Келлі                    | 8 лютого 2004           | FABF06    | 8.90                 |
| 325               | 12                 | «Milhouse Doesn't Live Here Anymore» «Мілгаус тут більше не живе»                                                                       | Метью Настюк    | Джулі та Девід Чемберс         | 15 лютого 2004          | FABF07    | 9.40                 |
| 326               | 13                 | «Smart and Smarter» «Розумна і ще розумніша»                                                                                            | Стівен Дін Мур  | Керолін Омайн                  | 22 лютого 2004          | FABF09    | 12.60                |
| 327               | 14                 | «The Ziff Who Came to Dinner» «Зіфф, який прийшов на обід»                                                                              | Ненсі Круз      | Деб Лакуста і Ден Касталланета | 14 березня 2004         | FABF08    | 10.70                |
| 328               | 15                 | «Co-Dependent’s Day» «День співзалежності»                                                                                              | Боб Андерсон    | Метт Ворбертон                 | 21 березня 2004         | FABF10    | 11.20                |
| 329               | 16                 | «The Wandering Juvie» «Фортеця пенітенціарної системи»                                                                                  | Лорен МакМаллен | Джон Фрінк і Дон Пейн          | 28 березня 2004         | FABF11    | 10.50                |
| 330               | 17                 | «My Big Fat Geek Wedding» «Моє велике страшне весілля»                                                                                  | Марк Кіркланд   | Кевін Карен                    | 18 квітня 2004          | FABF12    | 9.20                 |
| 331               | 18                 | «Catch 'Em If You Can» «Спіймай їх, якщо зможеш»                                                                                        | Меттью Настюк   | Ієн Макстон-Ґрем               | 25 квітня 2004          | FABF14    | 9.30                 |
| 332               | 19                 | «Simple Simpson» «Простий Сімпсон» | Джим Рірдон     | Джон Вітті                     | 2 травня 2004           | FABF15    | 9.50                 |
| 333               | 20                 | «The Way We Weren't» «Якими ми не були»                                                                                                 | Майк Андерсон   | Дж. Стюарт Бернс               | 9 травня 2004           | FABF13    | 6.60                 |
| 334               | 21                 | «Bart-Mangled Banner» «Прапор, зіпсований Бартом»                                                                                       | Стівен Дін Мур  | Джон Фрінк                     | 16 травня 2004          | FABF17    | 8.70                 |
| 335               | 22                 | «Fraudcast News» «Шахрайські новини» | Боб Андерсон    | Дон Пейн                       | 23 травня 2004          | FABF18    | 9.20                 |

### Сезон 16 (2004—2005)
| № серії (загалом) | № серії (в сезоні) | Назва серії                                                                          | Режисер(и)       | Сценарист(и)     | Оригінальна дата показу | Код серії | Глядачів в США (млн) |
| ----------------- | ------------------ | ------------------------------------------------------------------------------------ | ---------------- | ---------------- | ----------------------- | --------- | -------------------- |
| 336               | 1                  | «Treehouse of Horror XV» «Сімпсони і Гелоуїн XV»                                     | Девід Сільверман | Білл Оденкерк    | 7 листопада 2004        | FABF23    | 11.29                |
| 337               | 2                  | «All's Fair in Oven War» «Всі засоби хороші у війні духовок»                         | Марк Кіркланд    | Метт Селман      | 14 листопада 2004       | FABF20    | 11.64                |
| 338               | 3                  | «Sleeping with the Enemy» «У ліжку з ворогом»                                        | Лорен МакМаллен  | Джон Вітті       | 21 листопада 2004       | FABF19    | 9.95                 |
| 339               | 4                  | «She Used to Be My Girl» «Вона була моєю подругою»                                   | Метью Настюк     | Тім Лонг         | 5 грудня 2004           | FABF22    | 10.81                |
| 340               | 5                  | «Fat Man and Little Boy» «Товстун і малюк»                                           | Майк Андерсон    | Джоел Коен       | 12 грудня 2004          | FABF21    | 10.31                |
| 341               | 6                  | «Midnight Rx» «Опівнічний прийом»                                                    | Ненсі Круз       | Марк Уілмор      | 16 січня 2005           | FABF16    | 8.11                 |
| 342               | 7                  | «Mommie Beerest» «Пивна матуся»                                                      | Марк Кіркланд    | Майкл Прайс      | 30 січня 2005           | GABF01    | 9.97                 |
| 343               | 8                  | «Homer and Ned's Hail Mary Pass» «Гомер і Аве Марія Неда»                            | Стівен Дін Мур   | Тім Лонг         | 6 лютого 2005           | GABF02    | 23.07                |
| 344               | 9                  | «Pranksta Rap» «Жартівливий реп»                                                     | Майк Андерсон    | Метт Селман      | 13 лютого 2005          | GABF03    | 8.01                 |
| 345               | 10                 | «There’s Something About Marrying» «Дещо про шлюб»                                   | Ненсі Круз       | Дж. Стюарт Бернс | 20 лютого 2005          | GABF04    | 10.39                |
| 346               | 11                 | «On a Clear Day I Can't See My Sister» «У ясний день не побачу свою сестру»          | Боб Андерсон     | Джефф Вестбрук   | 6 березня 2005          | GABF05    | 10.39                |
| 347               | 12                 | «Goo Goo Gai Pan» «Сельма Сімпсон»                                                   | Ленс Крамер      | Дана Гулд        | 13 березня 2005         | GABF06    | 10.28                |
| 348               | 13                 | «Mobile Homer» «Мобільний Гомер»                                                     | Реймонд Персі    | Тім Лонг         | 20 березня 2005         | GABF07    | 8.49                 |
| 349               | 14                 | «The Seven-Beer Snitch» «Щур у в’язниці»                                             | Метью Настюк     | Білл Оденкерк    | 3 квітня 2005           | GABF08    | 7.48                 |
| 350               | 15                 | «Future-Drama» «Футу-драма»                                                          | Майк Андерсон    | Метт Селман      | 17 квітня 2005          | GABF12    | 8.31                 |
| 351               | 16                 | «Don't Fear the Roofer» «Не бійся покрівельника»                                     | Марк Кіркланд    | Кевін Карен      | 1 травня 2005           | GABF10    | 11.92                |
| 352               | 17                 | «The Heartbroke Kid» «Дитина з розбитим серцем»                                      | Стівен Дін Мур   | Ієн Макстон-Ґрем | 1 травня 2005           | GABF11    | 10.79                |
| 353               | 18                 | «A Star Is Torn» «Зірка обірвалася»                                                  | Ненсі Круз       | Керолін Омайн    | 8 травня 2005           | GABF13    | 8.72                 |
| 354               | 19                 | «Thank God, It's Doomsday» «Слава Богу, сьогодні кінець світу»                       | Майкл Меркантел  | Дон Пейн         | 8 травня 2005           | GABF14    | 10.05                |
| 355               | 20                 | «Home Away From Homer» «Дім вдалині від Гомера»                                      | Боб Андерсон     | Джоел Коен       | 15 травня 2005          | GABF15    | 8.17                 |
| 356               | 21                 | «The Father, The Son, and The Holy Guest Star» «Батько, син і свята запрошена зірка» | Майкл Полчіно    | Метт Ворбертон   | 15 травня 2005          | GABF09    | 9.69                 |

### Сезон 17 (2005—2006)
| № серії (загалом) | № серії (в сезоні) | Назва серії                                                             | Режисер(и)       | Сценарист(и)                   | Оригінальна дата показу | Код серії | Глядачів в США (млн) |
| ----------------- | ------------------ | ----------------------------------------------------------------------- | ---------------- | ------------------------------ | ----------------------- | --------- | -------------------- |
| 357               | 1                  | «Bonfire of the Manatees» «Багаття ламантинів»                          | Девід Сільверман | Білл Оденкерк                  | 11 вересня 2005         | GABF18    | 11.10                |
| 358               | 2                  | «The Girl Who Slept Too Little» «Дівчинка, що спала надто мало»         | Марк Кіркланд    | Метт Селман                    | 18 вересня 2005         | GABF16    | 9.79                 |
| 359               | 3                  | «Milhouse of Sand and Fog» «Мілгауз з піску та туману»                  | Стівен Дін Мур   | Патрік Веррон                  | 25 вересня 2005         | GABF19    | 10.19                |
| 360               | 4                  | «Treehouse of Horror XVI» «Сімпсони і Гелоуїн XVI»                      | Девід Сільверман | Марк Уілмор                    | 6 листопада 2005        | GABF17    | 11.63                |
| 361               | 5                  | «Marge’s Son Poisoning» «Отруєння сина Мардж»                           | Майк Андерсон    | Деніел Чун                     | 13 листопада 2005       | GABF20    | 11.40                |
| 362               | 6                  | «See Homer Run» «Бачимо Гомера, що біжить»                              | Ненсі Круз       | Стефані Гілліс                 | 20 листопада 2005       | GABF21    | 10.30                |
| 363               | 7                  | «The Last of the Red Hat Mamas» «Остання з мам з червоними капелюхами»  | Метью Настюк     | Джоел Коен                     | 27 листопада 2005       | GABF22    | 11.46                |
| 364               | 8                  | «The Italian Bob» «Ітілійський Боб»                                     | Марк Кіркланд    | Джон Фрінк                     | 11 грудня 2005          | HABF02    | 10.39                |
| 365               | 9                  | «Simpsons Christmas Stories» «Різдвяні історії Сімпсонів»               | Стівен Дін Мур   | Дон Пейн                       | 18 грудня 2005          | HABF01    | 9.80                 |
| 366               | 10                 | «Homer’s Paternity Coot» «Справжній батько Гомера»                      | Майк Андерсон    | Джоел Коен                     | 8 січня 2006            | HABF03    | 10.10                |
| 367               | 11                 | «We’re on the Road to D’ohwhere» «Наша дорога чортзна-куди»             | Ненсі Круз       | Кевін Карен                    | 29 січня 2006           | HABF04    | 9.04                 |
| 368               | 12                 | «My Fair Laddy» «Мій прекрасний Віллі»                                  | Боб Андерсон     | Майкл Прайс                    | 26 лютого 2006          | HABF05    | 9.51                 |
| 369               | 13                 | «The Seemingly Never-Ending Story» «Напевно, нескінченна історія»       | Реймонд Персі    | Ієн Макстон-Ґрем               | 12 березня 2006         | HABF06    | 9.72                 |
| 370               | 14                 | «Bart Has Two Mommies» «У Барта дві мами»                               | Майкл Меркантел  | Дана Гулд                      | 19 березня 2006         | HABF07    | 8.75                 |
| 371               | 15                 | «Homer Simpson, This Is Your Wife» «Гомере Сімпсон, це — твоя дружина»  | Метью Настюк     | Рікі Джервейс                  | 26 березня 2006         | HABF08    | 10.09                |
| 372               | 16                 | «Million Dollar Abie» «Ейб на мільйон доларів»                          | Стівен Дін Мур   | Тім Лонг                       | 2 квітня 2006           | HABF09    | 7.83                 |
| 373               | 17                 | «Kiss Kiss, Bang Bangalore» «Індійський поцілунок»                      | Марк Кіркланд    | Ден Касталланета і Деб Лакуста | 9 квітня 2006           | HABF10    | 8.20                 |
| 374               | 18                 | «The Wettest Stories Ever Told» «Наймокріші історії з усіх розказаних»  | Майк Андерсон    | Джефф Вестбрук                 | 23 квітня 2006          | HABF11    | 7.04                 |
| 375               | 19                 | «Girls Just Want to Have Sums» «Дівчатка просто хочуть математики»      | Ненсі Круз       | Метт Селман                    | 30 квітня 2006          | HABF12    | 8.70                 |
| 376               | 20                 | «Regarding Margie» «Стосовно Мардж»                                     | Майкл Полчіно    | Марк Уілмор                    | 7 травня 2006           | HABF13    | 8.50                 |
| 377               | 21                 | «The Monkey Suit» «Мавпячий процес»                                     | Реймонд Персі    | Дж. Стюарт Бернс               | 14 травня 2006          | HABF14    | 8.30                 |
| 378               | 22                 | «Marge and Homer Turn a Couple Play» «Мардж і Гомер рятують чужий шлюб» | Боб Андерсон     | Джоел Коен                     | 21 травня 2006          | HABF16    | 8.23                 |

### Сезон 18 (2006—2007)
| № серії (загалом) | № серії (в сезоні) | Назва серії                                                                          | Режисер(и)                     | Сценарист(и)                     | Оригінальна дата показу | Код серії | Глядачів в США (млн) |
| ----------------- | ------------------ | ------------------------------------------------------------------------------------ | ------------------------------ | -------------------------------- | ----------------------- | --------- | -------------------- |
| 379               | 1                  | «The Mook, the Chef, the Wife and Her Homer» «Головоріз, кухар, дружина і її Гомер»  | Майкл Меркантел                | Білл Оденкерк                    | 10 вересня 2006         | HABF15    | 11.50                |
| 380               | 2                  | «Jazzy and the Pussycats» «Джаззі та кішечки»                                        | Стівен Дін Мур                 | Деніел Чун                       | 17 вересня 2006         | HABF18    | 8.94                 |
| 381               | 3                  | «Please Homer, Don’t Hammer ’Em» «Будь ласка, Гомере, не стукай»                     | Майк Андерсон і Ральф Соса     | Метт Ворбертон                   | 24 вересня 2006         | HABF20    | 9.72                 |
| 382               | 4                  | «Treehouse of Horror XVII» «Сімпсони і Гелоуїн XVII»                                 | Девід Сільверман і Метью Фонан | Пітер Гаффні                     | 5 листопада 2006        | HABF17    | 10.43                |
| 383               | 5                  | «G.I. (Annoyed Grunt)» «Американський солдат Д'оу»                                   | Ненсі Круз                     | Деніел Чун                       | 12 листопада 2006       | HABF21    | 11.43                |
| 384               | 6                  | «Moe'N'a Lisa» «Мо та Ліса»                                                          | Марк Кіркланд                  | Метт Ворбертон                   | 19 листопада 2006       | HABF19    | 9.31                 |
| 385               | 7                  | «Ice Cream of Margie (with the Light Blue Hair)» «Морозиво Мардж (синьоволосе)»      | Метью Настюк                   | Керолін Омайн                    | 26 листопада 2006       | HABF22    | 10.90                |
| 386               | 8                  | «The Haw-Hawed Couple» «Пара Ха-ха»                                                  | Кріс Клементс                  | Метт Селман                      | 10 грудня 2006          | JABF02    | 8.29                 |
| 387               | 9                  | «Kill Gil, Volumes I & II» «Вбити Ґіла: Томи 1 і 2»                                  | Боб Андерсон                   | Джефф Вестбрук                   | 17 грудня 2006          | JABF01    | 8.96                 |
| 388               | 10                 | «The Wife Aquatic» «Водяна дружина»                                                  | Ленс Крамер                    | Кевін Карен                      | 7 січня 2007            | JABF03    | 13.90                |
| 389               | 11                 | «Revenge Is a Dish Best Served Three Times» «Помста — це страва, що подається тричі» | Майкл Полчіно                  | Джоел Коен                       | 28 січня 2007           | JABF05    | 8.09                 |
| 390               | 12                 | «Little Big Girl» «Маленька велика дівчинка»                                         | Реймонд Персі                  | Дон Пейн                         | 11 лютого 2007          | JABF04    | 8.27                 |
| 391               | 13                 | «Springfield Up» «Як зростав Спрінґфілд»                                             | Чак Шітс                       | Метт Ворбертон                   | 18 лютого 2007          | JABF07    | 8.80                 |
| 392               | 14                 | «Yokel Chords» «Акорди селюків»                                                      | Сьюзі Діттер                   | Майкл Прайс                      | 4 березня 2007          | JABF09    | 9.09                 |
| 393               | 15                 | «Rome-old and Juli-eh» «Старий і потвора»                                            | Ненсі Круз                     | Деніел Чун                       | 11 березня 2007         | JABF08    | 8.98                 |
| 394               | 16                 | «Homerazzi» «Гомерацці»                                                              | Метью Настюк                   | Дж. Стюарт Бернс                 | 25 березня 2007         | JABF06    | 6.91                 |
| 395               | 17                 | «Marge Gamer» «Мардж — геймерша»                                                     | Боб Андерсон                   | Дж. Стюарт Бернс                 | 22 квітня 2007          | JABF10    | 6.40                 |
| 396               | 18                 | «The Boys of Bummer» «Хлопчики-невдахи»                                              | Роб Олівер                     | Майкл Прайс                      | 29 квітня 2007          | JABF11    | 7.57                 |
| 397               | 19                 | «Crook and Ladder» «Гачок і сходи»                                                   | Ленс Крамер                    | Білл Оденкерк                    | 6 травня 2007           | JABF13    | 7.72                 |
| 398               | 20                 | «Stop, Or My Dog Will Shoot!» «Стій або мій пес стрілятиме!»                         | Метью Фонан                    | Джон Фрінк                       | 13 травня 2007          | JABF12    | 6.48                 |
| 399               | 21                 | «24 Minutes» «24 хвилини»                                                            | Реймонд Персі                  | Біллі Кімбол та Ієн Макстон-Ґрем | 20 травня 2007          | JABF14    | 9.80                 |
| 400               | 22                 | «You Kent Always Say What You Want» «Ви, Кенте, завжди говорите, що хочете»          | Метью Настюк                   | Тім Лонг                         | 20 травня 2007          | JABF15    | 9.80                 |

### Сезон 19 (2007—2008)
| № серії (загалом) | № серії (в сезоні) | Назва серії                                                                                     | Режисер(и)                 | Сценарист(и)                | Оригінальна дата показу | Код серії | Глядачів в США (млн) |
| ----------------- | ------------------ | ----------------------------------------------------------------------------------------------- | -------------------------- | --------------------------- | ----------------------- | --------- | -------------------- |
| 401               | 1                  | «He Loves to Fly and He D’ohs» «Він любить літати, і він провалився»                            | Марк Кіркланд              | Джоел Коен                  | 23 вересня 2007         | JABF20    | 9.70                 |
| 402               | 2                  | «The Homer of Seville» «Севільський Гомер»                                                      | Майкл Полчіно              | Керолін Омайн               | 30 вересня 2007         | JABF18    | 8.40                 |
| 403               | 3                  | «Midnight Towboy» «Опівнічний буксирувальник»                                                   | Метью Настюк               | Стефані Гілліс              | 7 жовтня 2007           | JABF21    | 7.70                 |
| 404               | 4                  | «I Don’t Wanna Know Why the Caged Bird Sings» «Я не бажаю знати, чому співають птахи у клітках» | Боб Андерсон               | Дана Гулд                   | 14 жовтня 2007          | JABF19    | 8.80                 |
| 425               | 5                  | «Treehouse of Horror XVIII» «Сімпсони і Гелоуїн XVIII»                                          | Чак Шітс                   | Марк Уілмор                 | 4 листопада 2007        | JABF16    | 11.70                |
| 426               | 6                  | «Little Orphan Millie» «Маленький сирітка Мілгаус»                                              | Ленс Крамер                | Мік Келлі                   | 11 листопада 2007       | JABF22    | 10.57                |
| 407               | 7                  | «Husbands and Knives» «Чоловіки та ножі»                                                        | Ненсі Круз                 | Метт Селман                 | 18 листопада 2007       | JABF17    | 10.50                |
| 408               | 8                  | «Funeral For A Fiend» «Похорон лиходія»                                                         | Роб Олівер                 | Майкл Прайс                 | 25 листопада 2007       | KABF01    | 9.00                 |
| 409               | 9                  | «Eternal Moonshine of the Simpson Mind» «Вічне сяйво розуму Сімпсона»                           | Чак Шітс                   | Дж. Стюарт Бернс            | 16 грудня 2007          | KABF02    | 10.15                |
| 410               | 10                 | «E Pluribus Wiggum» «З багатьох — Віггам»                                                       | Майкл Полчіно              | Майкл Прайс                 | 6 січня 2008            | KABF03    | 8.20                 |
| 411               | 11                 | «That 90’s Show» «Шоу 90-х»                                                                     | Марк Кіркланд              | Метт Селман                 | 27 січня 2008           | KABF04    | 7.58                 |
| 412               | 12                 | «Love, Springfieldian Style» «Кохання у Спрінґфілдському стилі»                                 | Реймонд Персі              | Дон Пейн                    | 17 лютого 2008          | KABF05    | 7.81                 |
| 413               | 13                 | «The Debarted» «Бартступники»                                                                   | Метью Настюк               | Джоел Коен                  | 2 березня 2008          | KABF06    | 8.18                 |
| 414               | 14                 | «Dial 'N' for Nerder» «"Б" — це ботан»                                                          | Боб Андерсон               | Керолін Омайн і Вільям Райт | 9 березня 2008          | KABF07    | 7.30                 |
| 415               | 15                 | «Smoke on the Daughter» «Дим над дочкою»                                                        | Ленс Крамер                | Біллі Кімбол                | 30 березня 2008         | KABF08    | 7.10                 |
| 416               | 16                 | «Papa Don’t Leech» «Тату, не прив’язуйся»                                                       | Кріс Клементс              | Рейд Харрісон               | 13 квітня 2008          | KABF09    | 6.90                 |
| 417               | 17                 | «Apocalypse Cow» «Корова Апокаліпсису»                                                          | Ненсі Круз                 | Джефф Вестбрук              | 27 квітня 2008          | KABF10    | 7.69                 |
| 418               | 18                 | «Any Given Sundance» «Будь-який «Санденс»»                                                      | Роб Олівер                 | Деніел Чун                  | 4 травня 2008           | KABF11    | 6.18                 |
| 419               | 19                 | «Mona Leaves-a» «Мона вмирає»                                                                   | Майк Андерсон і Ральф Соса | Джоел Коен                  | 11 травня 2008          | KABF12    | 6.02                 |
| 420               | 20                 | «All About Lisa» «Все про Лісу»                                                                 | Стівен Дін Мур             | Джон Фрінк                  | 18 травня 2008          | KABF13    | 6.11                 |

### Сезон 20 (2008—2009)
| № серії (загалом) | № серії (в сезоні) | Назва серії                                                                  | Режисер(и)     | Сценарист(и)                     | Оригінальна дата показу | Код серії | Глядачів в США (млн) |
| ----------------- | ------------------ | ---------------------------------------------------------------------------- | -------------- | -------------------------------- | ----------------------- | --------- | -------------------- |
| 421               | 1                  | «Sex, Pies and Idiot Scrapes» «Секс, пироги і дурощі»                        | Ленс Крамер    | Кевін Карен                      | 28 вересня 2008         | KABF17    | 9.30                 |
| 422               | 2                  | «Lost Verizon» «Втрачений мобільник «Verizon»»                               | Реймонд Персі  | Джон Фрінк                       | 5 жовтня 2008           | KABF15    | 7.43                 |
| 423               | 3                  | «Double, Double, Boy in Trouble» «Двічі, дві, хлопчачі біди»                 | Ненсі Круз     | Білл Оденкерк                    | 19 жовтня 2008          | KABF14    | 8.09                 |
| 424               | 4                  | «Treehouse of Horror XIX» «Будиночок з жахом на дереві XIX»                  | Боб Андерсон   | Метт Ворбертон                   | 2 листопада 2008        | KABF16    | 12.48                |
| 425               | 5                  | «Dangerous Curves» «Небезпечні криві»                                        | Метью Фонан    | Біллі Кімбол та Ієн Макстон-Ґрем | 9 листопада 2008        | KABF18    | 8.16                 |
| 426               | 6                  | «Homer and Lisa exchange Cross Words» «Гомер і Ліса обмінюються кросвордами» | Ненсі Круз     | Тім Лонг                         | 16 листопада 2008       | KABF19    | 8.52                 |
| 427               | 7                  | «Mypods and Boomstick» «Майподи та динаміт»                                  | Стівен Дін Мур | Марк Уілмор                      | 30 листопада 2008       | KABF20    | 7.80                 |
| 428               | 8                  | «The Burns and The Bees» «Бернс і бджоли»                                    | Марк Кіркланд  | Стефані Гілліс                   | 7 грудня 2008           | KABF21    | 6.19                 |
| 429               | 9                  | «Lisa the Drama Queen» «Ліса — королева драми»                               | Метью Настюк   | Браян Келлі                      | 25 січня 2009           | KABF22    | 5.75                 |
| 430               | 10                 | «Take My Life, Please» «Візьми моє життя, будь ласка»                        | Стівен Дін Мур | Дон Пейн                         | 15 лютого 2009          | LABF01    | 6.82                 |
| 431               | 11                 | «How the Test Was Won» «Як був пройдений тест»                               | Ленс Крамер    | Майкл Прайс                      | 1 березня 2009          | LABF02    | 6.52                 |
| 432               | 12                 | «No Loan Again, Naturally» «Більше жодних кредитчиків»                       | Марк Кіркланд  | Джефф Вестбрук                   | 8 березня 2009          | LABF03    | 5.99                 |
| 433               | 13                 | «Gone Maggie Gone» «Бувай, Меґґі, бувай»                                     | Кріс Клементс  | Біллі Кімбол та Ієн Макстон-Ґрем | 15 березня 2009         | LABF04    | 5.99                 |
| 434               | 14                 | «In the Name of the Grandfather» «В ім’я Діда»                               | Ральф Соса     | Метт Маршалл                     | 22 березня 2009         | LABF11    | 6.15                 |
| 435               | 15                 | «Wedding for Disaster» «Весільна катастрофа»                                 | Чак Шітс       | Джоел Коен                       | 29 березня 2009         | LABF05    | 6.58                 |
| 436               | 16                 | «Eeny Teeny Maya Moe» «Іні Тіні Майя Мо»                                     | Ненсі Круз     | Джон Фрінк                       | 5 квітня 2009           | LABF06    | 6.50                 |
| 437               | 17                 | «The Good, the Sad and the Drugly» «Хороший, сумний і наркотичий»            | Роб Олівер     | Марк Уілмор                      | 19 квітня 2009          | LABF07    | 6.50                 |
| 438               | 18                 | «Father Knows Worst» «Батько знає гірше»                                     | Метью Настюк   | Роб Лазебник                     | 26 квітня 2009          | LABF08    | 5.94                 |
| 439               | 19                 | «Waverly Hills 9-0-2-1-D’oh» «Вейверлі Хіллс 9-0-2-1 Д’оу»                   | Майкл Полчіно  | Дж. Стюарт Бернс                 | 3 травня 2009           | LABF10    | 6.75                 |
| 440               | 20                 | «Four Great Women and a Manicure» «Чотири великі жінки і манікюр»            | Реймонд Персі  | Валентина Гарза                  | 10 травня 2009          | LABF09    | 5.16                 |
| 441               | 21                 | «Coming to Homerica» «Поїздка до Гомерики»                                   | Стівен Дін Мур | Брендан Хей                      | 17 травня 2009          | LABF12    | 5.86                 |